# モルドバ

モルドバ共和国
Republica Moldova

国の標語：なし
国歌：Limba Noastră（ルーマニア語）
我らが言葉
 

1. 
2. 
3. 
4. 

モルドバ共和国（モルドバきょうわこく、ルーマニア語: Republica Moldova）、通称モルドバ、モルドヴァ（Moldova [molˈdova] ( 音声ファイル)）は、東ヨーロッパの共和制国家。
首都はキシナウ。西はルーマニア、北・東・南はウクライナと国境を接し、面積は3万3851平方キロメートルを持つ内陸国である。

## 概要
モルドバの国土は、歴史的にモルダヴィアと呼ばれた、ウクライナ南西部やルーマニア北東部も含む地域の一部にある。1349年に建国されたボグダニア公国が後にモルダヴィア公国へ発展したものの、1512年にオスマン帝国の属国となった。北から伸張したロシア帝国が度重なる露土戦争でオスマン帝国を圧迫し、ヤシ条約でトランスニストリア南部を、1812年のブカレスト条約ではモルドバの国土の大半に当たるベッサラビアを併合した。1856年、ベッサラビア南部はモルダヴィアに返還され、3年後にモルダヴィアはワラキアと統合してルーマニア公国となったが、1878年に全土がロシア帝国に支配されるようになった。1917年のロシア革命では、ベッサラビアは一時モルダヴィア民主共和国と呼ばれるロシア共和国の自治州となった。1918年2月、モルダヴィア民主共和国は独立を宣言し、同年末、議会の議決を経てルーマニア王国に統合された。この決定にはソビエトロシアも異を唱え、1924年にはウクライナ・ソビエト社会主義共和国内で、ベッサラビア東部の一端に設けられたモルドバ人居住地にモルダヴィア自治共和国を建国した。
1940年、ナチス・ドイツとソビエト連邦が結んだモロトフ・リッベントロップ協定により、ルーマニアはベッサラビアと北ブコヴィナをソ連へ割譲することになり、ベッサラビアの大部分と旧モルダヴィア自治共和国の最西端（ドニエストル川以東）を含むモルダヴィア・ソビエト社会主義共和国（モルダヴィア共和国）が建国されることになった。1991年8月27日、ソビエト連邦の崩壊に伴いモルダヴィア共和国は独立を宣言し、現在の「モルドバ」へと名を改めた。3年後の1994年にモルドバ憲法が採択された。なお、モルドバ領内のドニエストル川東岸のトランスニストリア地域は、自称「沿ドニエストル共和国」の支配下にある。
ソ連崩壊後の工業・農業生産の減少により、サービス業がモルドバ経済の中心となっており、国内総生産（GDP）の60％以上を占めている。一人当たりGDPではヨーロッパで2番目に貧しい国である。モルドバの人間開発指数はヨーロッパで最も低く、世界では90位である。
モルドバは大統領を国家元首とし、首相を政府元首とする議会制の共和制国家である。国際連合、欧州評議会、世界貿易機関（WTO）、欧州安全保障協力機構（OSCE）、GUAM民主主義経済開発機構、独立国家共同体（CIS）、黒海経済協力機構（BSEC）、共同三国（Association Trio）のメンバー国である。

## 国名
正式名称はルーマニア語でRepublica Moldova [reˈpublika molˈdova] ( 音声ファイル)。日本語表記での近似発音は「モルドヴァ」。
日本国政府が採用している正式な表記はモルドバ共和国。通称はモルドバまたはモルドヴァ。旧称はモルダビアまたはモルダヴィア。漢字表記は摩爾多瓦で、摩と略される。
公式の英語表記は Moldova [mɒlˈdoʊvə] ( 音声ファイル)。
国名はルーマニア北東部の川（モルドバ川）の名前に由来する。
ソビエト連邦の構成共和国であったモルダビア・ソビエト社会主義共和国から領土を継承し、1990年に国名をモルダビアからモルドバに変更した。

## 歴史

### 古代

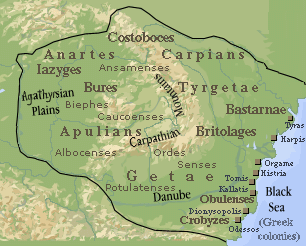
古代ダキア

古代からモルドバ平原にダキア人がいたが、その後やってきたローマ人入植者も加わりこの地帯独自の文化が形成された。271年のローマ帝国軍撤退後は、ヨーロッパとアジアをつなぐという戦略上重要な位置にあるためキエフのルーシ、モンゴル系民族などの様々な侵略を受けた。ただしロシア側は、民族大移動時代にスラブ人がこの地域にたどりついた時、タタール人しか住んでいなかったと主張している。この辺はルーマニア北西部トランシルヴァニア地方をめぐる、ハンガリーとの歴史認識の違いに似ている。

### 中世時代
中世には、モルダヴィア公国の東部を構成していた。16世紀にはモルダヴィアはオスマン帝国宗主権下の属国になったが、他のバルカン半島諸国と違って部分的な支配だった。露土戦争の結果、ブカレスト条約により1812年からベッサラビアとして帝政ロシアへ併合される。やがて第一次世界大戦が勃発し、モルダビアは戦乱に巻き込まれていく。

### 世界大戦時代

ベッサラビア（モルドバ）を含んだ大ルーマニア（1930年）

戦乱真っ只中の1918年にモルダヴィア民主共和国として独立宣言が行なわれたが、ドイツ帝国やルーマニア王国、ウクライナ人民共和国、ボルシェビキ・ロシアとの分離講和合意の調印後、同国の国民からルーマニア王国との連合を望む意思が強まったことや独立宣言から2週間近く経った2月26日（旧2月13日）にルーマニア王国軍が首都キシナウへ侵攻してきたとの報告により、それに促される形で同国指導部（長官会議）はルーマニア王国との連合を決定した。民主共和国という形で一度は独立を実現したモルダビアだったが、この出来事によって同国はその存在が潰えることとなり、同年4月9日にモルダビアはベッサラビアとして独立宣言を行い、同日からルーマニア王国の一部となる。　
第一次世界大戦終了後、嘗ての宗主国であった帝政ロシアがロシア内戦を経て滅亡。するとこれに代わる形でボリシェビキ・ロシアが主導するソビエトへ権力が集中され1922年にソビエト連邦が誕生。その傍ら、先のロシアでの革命の影響により、ルーマニア王国内で共産主義勢力が伸長。さらに当時の国王カロル2世が政府を解散させたことから、ルーマニアは共産勢力、右派の鉄衛団、王党派の三つ巴へと変貌し、不安定な政情となった。

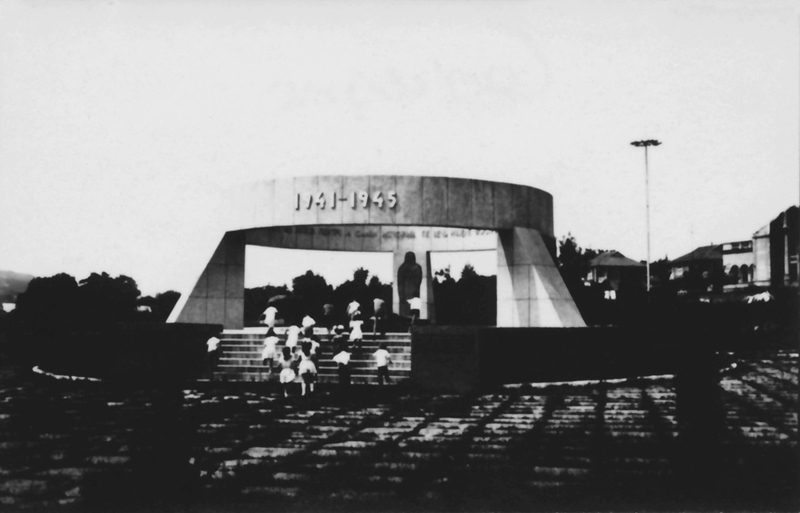
第二次世界大戦で死亡した村民への慰霊碑。ストラセニ（Strășeni）県コズセナ（Cojușna）村にて撮影。

第二次世界大戦において、宗主国のルーマニア王国が枢軸国側で参戦することとなるが、戦前に調印された独ソ不可侵条約の秘密議定書（モロトフ・リッベントロップ協定）によってソ連からルーマニア王国へ ベッサラビアと北ブコヴィナの割譲要求がなされ、同連邦は1940年にベッサラビアを占領。そこからモルダビア・ソビエト社会主義共和国（MSSR）が建国されソ連の構成国家となる。これは戦略的に重要な黒海沿岸など一部をウクライナ領としたもので、トランスニストリアが加わったものの面積は小さくなり、海に面しない陸の孤島となった。
1940年8月2日、第7会期を迎えたばかりのソ連最高評議会により、モルダビア・ソビエト社会主義共和国の形成に関する法律が採択された。この法律は既存のモルダビア自治ソビエト社会主義共和国との連合化を図るためのもので、ソ連により占領されたベッサラビアのモルドバ人の人口をモルダビア自治共和国のモルドバ人の人口と再結集させる形で、失われた労働力とその人口の回復を狙っての計画でもあった。
同年11月4日にソ連最高司令部により 、モルダビアとウクライナ・ソビエト社会主義共和国（USSR）との境界が変更された。これによって、ベッサラビアに存在していたアッケルマン郡、イズマエル郡、ホトィン郡はウクライナへ譲渡されることとなり、ベッサラビアの再配分後、採択された法律の意図とは裏腹にモルダビアは1万平方キロメートルの領地と50万人の人口を失った。
だが、これをナチス・ドイツ側は「協定違反である」と見なした。独ソ不可侵条約が破られ独ソ戦が開戦されると、ドイツと同盟していたルーマニアも参戦。ルーマニアはベッサラビアとウクライナの一部となっていた北ブコビナを再び併合し、その国土も嘗ての形となる。
1941年6月22日、ドイツのソ連侵攻（バルバロッサ作戦）初日に、ソ連当局によってラツェニ(Răzeni)でモルドバ人10名が殺されるという事件が起きた。犠牲となった10名はのちに大墓へ埋葬され、ドイツやルーマニアなど枢軸国軍が東方へ進撃を続けていた同年7月、ラツェニに慰霊碑が設けられた 。
1944年のソビエト軍による反攻（ヤッシー＝キシニョフ攻勢）にドイツ軍やルーマニア軍は敗れ、モルドバは元のモルダビア・ソビエト社会主義共和国へと戻った。追ってスターリン政権の下、ルーマニア系住民256,800人がカザフスタンやシベリア送りとなった。
ルーマニア共産主義独裁研究委員会の報告によれば、1940〜1941年の間だけでも86,604人が逮捕・強制追放されているとされ、現代のロシアの歴史家は、同期間に90,000人が追放されたのではないかと推計している。

### 戦後の飢饉と復興
戦後、当時のソ連は飢饉で大勢の人々が苦しみにあえいでいた。
1944〜1945年の間に同国ではソ連内の国家同様に大規模な飢饉に見舞われたことから、栄養失調などで40,592人が死亡したとされている。
この飢饉でキシナウ、ベンデル、カフル、バルツィ、オルヘイ地区の農村はひどく苦しんだ。これらの地区では1946年12月10日までに30,043人の農民が栄養障害を患っており、患者の半分以上は子どもであった。当時、農家たちは農場で働くことができず、家宅不在となっていた世帯も多く、別の村では人々が原因不明の病気に苦しんでいた。加えてモルドバ人たちの大半はタンパク質不足から浮腫を患っていた。
飢饉による死亡率は急激に上昇し、都市部では戦前の年に比べ国民の死亡率が増えた。特にモルダビアでは農村の大半がその多くを占めており、キシナウでは毎日のように死者が8〜12人出ていたという。1945年に4,917人の命が失われ1946年には9,628人が亡くなっている。
同年12月から1947年8月にかけて、飢餓や関連疾患で死亡した農民は最低でも115,000人に達したとされている。
現代のモルドバでは、これはウクライナにおけるホロドモールと同様に、ソ連軍の食糧徴発により引き起こされた「人工飢饉」であり、犠牲者は当時の人口の約1割にあたる30万人とする見解が存在する。
飢饉を逃れるため、中にはプルト川を横断してルーマニアへ亡命を図る者も現れ、その数は210人に上った。うち189人が、ソ連軍大佐であったウラジーミル・アシャフマノフ率いる国境警備隊員に拘束され、国境を越えられずじまいとなった人々は現場で処刑されるか、解放されても後に逃亡犯の名簿に登録されている。
加えて飢饉の影響から非常に深刻な食糧危機があったことや栄養失調に苦しむ世帯の増加と関連する形で盗難事件の件数が急激に増加する事態に陥った。傍らで育児ならび保護監督責任の放棄によってストリートチルドレンとなった子供らが沢山存在していた。当時の警察からの報道によれば多くの場合、両親は子供たちを村から町に連れて行き、町中に放置する形で捨てることを繰り返していたとされる。同国ではこれらの関連の犯罪が増加し、法執行機関には10,545人が拘留された。
それに基づきソ連政府は、モルダビア・ソビエトをソ連軍やその他連邦構成共和国向けの特定の種類の製品の供給対象から外すこととなった。
1944年の秋以降、共和国人口の大規模な帰還と住宅不足による家無し民の混雑のため、その状況は疫学的に複雑なものとなっている。1944〜1945年の冬にチフスが発生し、そのピークは1945年5月に起こった。
モルダビア・ソビエトでは、医療関係者や設備が急激に不足しており、伝染病に対処するための主要な措置は、第2ウクライナ戦線（ソ連軍の方面軍の一つ）第4軍団の医療班によって行われていた。また国境警備員は、プルト川に浮いていたチフス感染者の腐乱死体を爆破処分するなどの作業に追われていた。のちに、ソ連政府の指導の下で首都モスクワとウクライナのオデッサから同共和国ならび同国軍とその衛生部隊へ人員・医薬品・道具の支援が行なわれ、ロシア側からは無償供与品が数多く提供された。1945年末までに、ほとんどの村には浴槽と消毒室が設けられ、チフスの感染疑惑を持たれた村民は全て隔離され、大規模な予防接種が始まった。
反面、同国ではソ連主導の下で、戦争で破壊された設備などの修復や経済の回復が行なわれた。同時期（1944年〜1945年の冬）に、22の大企業の設備が運ばれるなど大掛かりな復興計画が成された。この計画には448,000,000ルーブル（当時の為替レートによる）がソ連の国家予算から配分されている。同計画では鉄などの金属20,000t、硬質炭226,000t、石油製品51,000tが同国へ移管されており、ロシア・ソビエト連邦社会主義共和国から17.4tの種子がモルドバへ輸出されている。さらには226件の集合農場と60地域の農場が修復され、1944年9月19日にはドニエストル地区が全て修復、設備や機械の輸入が可能となった。
1945年時点での同国の生産量は電気48％、ニット36％、植物油84％、砂糖16％、革靴46％、煉瓦42％と順調な伸び率を示しており、1944〜1945年は、同国の産業と農業が積極的にソ連の発展を支えた。のちの1947年以来、モルドバからソビエト連邦の他の共和国に食糧が輸入されている。

### ソ連当局の政策
モルダビア・ソビエトはソ連の構成国家となってから同連邦による弾圧や迫害を幾度も受け続けている。迫害は宗教的なものも多く含まれていた。ソビエト占領中の宗教的迫害は数多くのキリスト教司祭を標的にし、1940-1941年にはいくつかの教会が解体・略奪され、公立施設または公共目的の施設に改築されるか閉鎖に追い込まれた。納税義務も課され、その扱いも凄惨なものとなっていた。ベッサラビア・ルーマニア正教会司祭であったアレクサンドル・バルタガはこの迫害による犠牲者の代表的な人物として今も語り継がれている。
1941年に財産を大量に処分された農民はルーマニアを支持していた。1944〜1945年、モルドバを再占領したソ連政府は、それらの存在を消し去る目的から弾圧などの暴力的な措置を執り行ない、クラークはその地所の警察署に自身の財産と共に登録された。1946年でのソ連の計算によれば、合計27,025名の民間土地所有者が同国に住んでいたという。1944年の秋の時点で、執行委員会は国内の60ヶ所の地区、1204ヶ所の農村、全ての市に残されていた。また、沿ドニエストル地域には6地区ほど残っており、裁判所と検察庁の機能は無事回復させられる状態であった。
1949年6月16日、MSSR最高評議会常任委員会は、市・地区・村および村の執行委員会の編成に関する法令を発効させた。10月16日、行政区画から「郡」が廃止され、地区を設立するための新たな法令が発布された。1947年12月、地方自治体であるソビエトへの最初の戦後選挙がモルダビア・ソビエトで行われた。最初の開会では執行委員会が選出され、同委員会ではさらに特別委員会と管理部門が創設された。

#### 反ソビエト運動
ソ連政府は、先の第二次世界大戦によって中断された1940年のソビエト化政策を継続し、MSSRにおける権力を積極的に強化。しかし同国では戦後からの飢饉により反ソビエト運動が活発化していた。
1949年4月6日、その事態を重く見ていたソビエト連邦共産党中央委員会の政治家たちは、かつてルーマニアとドイツに協力した存在や反乱因子となっていたクラーク・起業家・教派、さらにはベッサラビア時代にて白軍の活動を幇助した者たちを国外追放することを決定する。この追放計画は南部作戦と名付けられ、当時 国家保安大臣であったヨシフ・モルドヴィチの指揮の下、反ソ連政府思想者の追放において当事者の家族や親類に当たる人間全員が駆り出されることとなった。なお、同年7月6日と7日のちょうど2日間で11,342人以上の家族世帯が退去させられている。
かくしてモルダビア・ソビエトから40,850人もの国民が追放、11,280の家族世帯が退去することとなった。没収された財産は、集合農家と国営農場へ移されることとなり、建物や家屋は民間業者へ売却された（なお、フルシチョフ政権時代に同国を追放されていた人々がグラグに収容されていた人々と共に、徐々にではあるもののMSSRへ戻ることを許されている）。
その後の47年間、同国はソ連の一部として機能し続けるが、1980年代末までに、MSSRにおける国民運動は激化して行く。 
ブレジネフ政権の同国（1964-1982年）でソビエト政府への抵抗を求める広告や小冊子が作られ、これらは主に飢饉の影響を受けた村人へ配布された。地方の教派によって配布された宗教的性質の反ソビエトの印刷物や広告と並行する形で1969年から1971年にかけ、国民愛国戦線（Nordul Bucovinei）という秘密結社が、キシニョフにおいて知識人の青年数人を中心に組織され、モルダビア民主主義共和国の建国ならびソ連からの離脱・独立を目標に活動。
傍ら、反ソビエト運動を展開する政党も現れた。反ソビエト運動に加わった政党は民主農業党、ベッサラビア自由党、ベッサラビア自由民主同盟で、これらは秘密政党と呼ばれている。
反ソビエト運動は学校などの公共機関にも及び、反体制グループを生み出している。オルゲイに在ったヴァシレ・ルプ高等学校の生徒と教師によって結成された反ソ連グループ『ヴァシレ・ルプ高校団』はその一つとして今も知られている。
しかし、1971年12月、ルーマニア社会主義共和国の国家保安委員会（the Council of State Security）委員長イオン・スタネスク（Ion Stănescu）から、KGB議長ユーリ・アンドロポフへの情報提供に基づき、国民愛国戦線の指導者が逮捕。これに併せて北ブコビナに構えられていた同組織の支部も壊滅し、同じくしてステファンの射手(Arcașii Ștefan)という地下組織のメンバーが拘束された。
一方で反ソビエトの扇動とテロ活動がフィリモン・ボディウ（Filimon Bodiu）率いる地下組織で繰り広げられ、反ソビエト軍の扇動やソ連軍の機能主義者・集団的な農民活動家や警察官の殺害などが行なわれた。またソ連政府に対しての反政府運動には武装蜂起などの直接的な抵抗活動も注目されており、武装蜂起を行なった組織で最も有名なのはアルマータ・ネアグラ (Armata Neagră、通称:ブラック・アーミー（黒軍）) と呼ばれた地下組織であった。

### ソ連からの独立

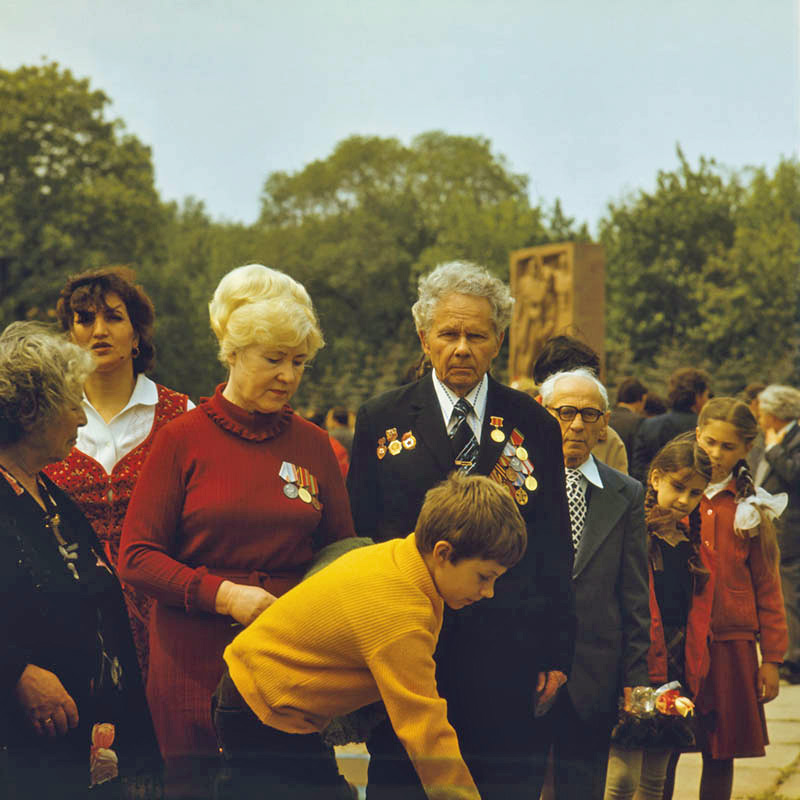
1980年5月9日のモルダビア・ソビエト社会主義共和国(MSSR)での勝利の日の祝典の様子。

1989年8月31日、その4日前に発生したキシニョフにおける60万人規模の大規模なデモ行進の影響を受け、モルドバ語がモルダビア・ソビエト社会主義共和国の公用語となる。また同年の11月12日、同国の少数民族の住民であるガガウズ人により自治共和国「ガガウズ・自治ソビエト社会主義共和国」（GASSR）の建国が宣言されるが、この自治共和国の設立はMSSR政府に認められずじまいとなっている。
1990年、最初の国会議員選挙が自由選挙で行なわれ、フロントゥル・ポプラル（Frontul Popular）の指導者の一人ミルチャ・ドルク（Mircea Druc）による政府が設立される。その傍らMSSR最高会議は同年6月5日に同国憲法を改正。
ここからモルダビア・ソビエトはソビエト社会主義共和国・モルドバ（SSR Moldova）となり、6月23日に主権（ならび共和制）を宣言した。一方で同年8月19日にGASSRがガガウズ共和国としてソ連からの独立を宣言。さらに9月2日、沿ドニエストル地域では現地に住むロシア語話者系（スラブ系）住民によって第2回臨時国会がティラスポリで開催され、「沿ドニエストル・モルダビア・ソビエト社会主義共和国」（現在の沿ドニエストル共和国）の創設が宣言される。
1991年8月に「モルドバ共和国」として独立を宣言し、1991年12月21日、独立国家共同体（CIS）に加盟。
これに対して沿ドニエストル最高会議は同年8月25日、同領土内にソビエト連邦の憲法と法律の効果を保持する『沿ドニエストル地域の独立に関する宣言』を採択する。
なお、ソ連時代のモルダビア・ソビエト社会主義共和国の国旗と国章は、スラブ系住民が多いことから分離独立を宣言した沿ドニエストルがそのまま継承し、独立以降のモルドバの国旗はルーマニアとよく似たものに変更した。これに伴って都市名の表記も、キシニョフ（Кишинёв）をキシナウ（Chișinău）というように、ロシア語からルーマニア語へ全て戻した。
同年12月25日にソ連が解体されたことで、同国は独立国家となった。

### 独立からの流れ
初代大統領スネグル（1991-1996年）は親ルーマニア的外交政策をとったが、2代目のルチンスキー時代（1996-2001年）にはロシアにも配慮した中立的スタンスに変わった。
独立当初にはルーマニアへの再統合を望む声もあったが、1994年に圧倒的な票差で完全な独立国家として歩むことが決まった。2001年与党の共産党が党首のウラジーミル・ヴォローニンを第3代大統領に指名、2005年に再選された。2009年に選ばれた自由党のミハイ・ギンプ国会議長兼大統領代行は、たとえ民主派に政権が交代しても、ルーマニアとの再統合やCISの脱退、あるいは北大西洋条約機構（NATO）に加わる考えのいずれもないと明言した。同年の2月21日にはボリシェヴィキに殺害された人々への慰霊碑がヤロベニ県のラツェニに改めて設けられ、この式典に同国政治家のアレクサンドル・タナーセが出席している。
モルドバは軍事的に中立国のまま欧州連合（EU）加盟を目指しているが、同国では現地の農民が「EU加入に関する国民投票が実施されず、多数派の国民の意向が無視されている」として「EUとの連合協定の破棄」を訴え、ロシアへの輸出に関して対露交渉を再開することなどを要求する状態が今も続いている。
2016年10月30日、20年ぶりとなる大統領の直接選挙が行われた。第一回投票で過半数を占める候補者がいなかったため、11月13日に決選投票が行われ、社会党のイゴル・ドドンが当選した。同年11月半ばには、その時の大統領選に対し不正疑惑を持って抗議する若者ら数千人が街をデモ行進する事態が発生した。
2020年11月の大統領選挙で親欧米派のマイア・サンドゥが当選。
サンドゥは同国経済省職員、米ハーバード大学ケネディスクール留学、世界銀行勤務を経て2012年に政界に進出。腐敗撲滅を掲げて支持を拡大してきた。傍らで対ロシア関係も重視しているが、沿ドニエストル駐留ロシア軍の撤退を要求している。

#### ロシアのウクライナ侵攻による影響
2022年2月に勃発したロシアによるウクライナ侵攻は、ウクライナ西隣のモルドバにも経済、社会、外交・安全保障の多方面で影響を与えている。多くのモルドバ国民がウクライナからの難民を自宅に受け入れており、モルドバのドゥミトル・ソコラン駐日大使は、支配国が入れ替わった歴史を持つモルドバは、「困難に陥った隣人を助ける文化がある」と説明している。国際連合事務総長アントニオ・グテーレスは難民を受け入れているモルドバへの支援を各国に呼び掛けるとともに、「モルドバの独立と主権、領土の一体性を尊重する」と述べ、沿ドニエストル共和国に駐留軍を置くロシア連邦による軍事介入を牽制した。
ロシア連邦軍中央軍管区のミンネカエフ副司令官は2022年4月22日の講演でウクライナ経由でロシアの支配地域が沿ドニエストルにつながるとの見解を示している。沿ドニエストル共和国では爆発事件が起きているほか、当局はウクライナからのドローン飛来や発砲があったと主張しているが、これに対してウクライナ国防省やアメリカ合衆国の戦争研究所は、沿ドニエストル共和国を対ウクライナ戦争に巻き込むための偽旗作戦と主張している。
2022年3月3日、ジョージアとともに欧州連合（EU）への加盟を申請した。
2022年10月、ロシアがウクライナに向けて発射したミサイルがモルドバ上空を通過したとして、モルドバ国防省は駐モルドバ ロシア大使を呼び出して抗議を行った。同様の事例は2023年2月にも表面化している。
ウクライナの大統領ウォロディミル・ゼレンスキーが2023年2月9日のEU首脳会議で「ロシアの情報機関によるモルドバ破壊計画」を傍受したと述べたのに続き、モルドバのサンドゥ大統領が同日13日に記者会見して、ロシアがロシア人、ベラルーシ人、セルビア人を使ってクーデターを計画していると主張した。

## 政治
民族的、歴史的にルーマニアと極めて近い存在であり（両国の国旗が似ているのもそのため）、ルーマニア側及びモルドバの一部の政治勢力は両国の統合を主張している。

ただ、東部トランスニストリア地方はロシア語話者が多数派を占め、分離独立を主張する自称沿ドニエストル共和国がある。また、脱ロシアを志向する諸国で1997年に結成されたGUAMには発足当初から参加している。

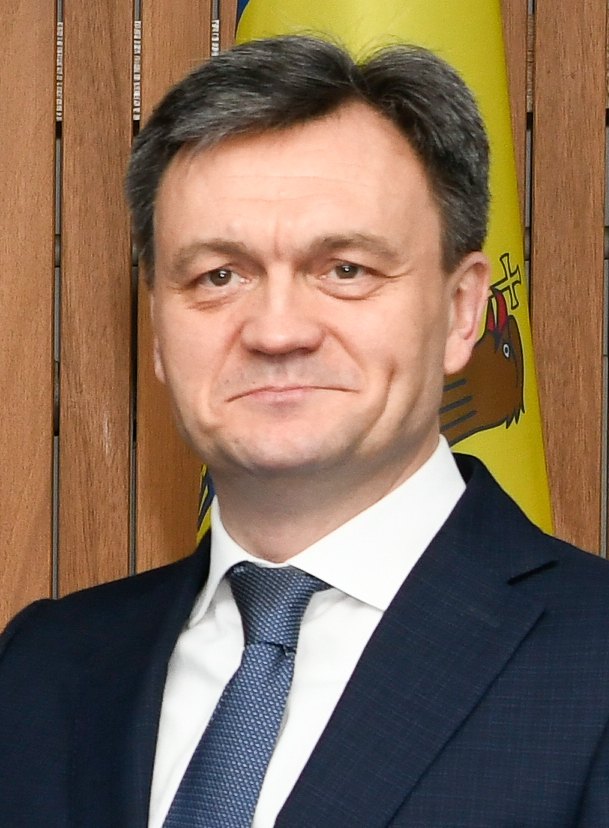
レチャン首相

### 行政
国家元首は大統領で、任期は4年。3選は禁止されている。儀礼的な権限のみ有しており（首相の任命、外交官の接受など）、行政権は首相に握られている。
首相は大統領により指名されることが決まっており、指名後15日以内に議会を招集した上で、議会の賛成多数の承認を得なければ成らない。

### 立法
議会は一院制で、定数は101議席。議院内閣制をとる。また、2019年には小選挙区と比例代表の並立制が導入されている。

### 政党
モルドバは、一院制の複数政党制の議会である。2021年時点で、モルドバには45の政党が正式に登録されている。
議席を持つ政党には、行動と連帯の党、共産主義者と社会主義者の議員連合がある。議員はすべての101名のうち、行動と連帯の党が62名（全体の約61.3％）、共産主義者と社会主義者の議員連合が26名（全体の約25.7％）いる。

### 司法
司法権は最高裁判所に属している。

### 国内における動き
2009年4月の選挙において、共産党が過半数を確保した。ところが同年7月の期限前議会選挙で、自由民主党、民主党、自由党、「我々のモルドバ」同盟ら4党連合が過半数となり、与党連合「欧州統合のための同盟」（AEI）が結成された。2014年11月になると親ロシア派路線をとる社会党が議会において第一党となったものの過半数には届かず、連立交渉は難航を極め結局親欧州路線をとることになった。その後も連立による政権運営は難航を続ける。2016年1月、組閣交渉が決着してフィリプ民主党党首を首班とする親欧州連立政権が成立し、前政権に続き親欧州路線をとることになった。
2018年7月、首都キシナウにおける市長選挙で同国政府の腐敗状態に抗議する改革派が当選。だが、その結果が無効にされたことから反政府デモが拡大するという事案が発生。
2019年2月24日、議会選挙が実施され、親露派野党である社会党と親欧州派与党の民主党の両党ともに過半数の議席獲得に及ばず、それによって同国は連立政権の組閣を巡る混乱が続く恐れがあるとされた。
同年6月7日、憲法裁判所は議会の解散と総選挙を行うことを決定。だがイゴル・ドドン大統領はそれらに応じず、マイア・サンドゥを首班とする連立政権を樹立させた。翌8日に議会はドドン大統領が新たに設けた連立政権を承認したが、民主党はこの行動を権力乱用と見做して同裁判所へ違憲の申し立てを行った。その結果、同裁判所はドドン大統領を一時的に職務停止とし、首相であるパヴェル・フィリプを大統領代行とする決定を下している。翌9日、フィリプ大統領代行は議会解散と9月の総選挙実施を決定する が、これにドドンは反発し外国の介入を要請した。
2019年6月14日、憲法裁判所が一転して8日の違憲判決を破棄したことでフィリプ政権は崩壊。サンドゥ政権が権力を掌握した。その5ヶ月後の11月12日に議会でサンドゥ政権に対する不信任決議案が可決され、財務大臣だったイオン・キクが同14日付でサンドゥに代わって首相へ就任した。
2020年11月、親欧州派で前首相のサンドゥが次期大統領に就任することが決定。これに対して、ドドン率いる親露派の社会党の議員が情報・治安機関に対する権限を大統領職から外す法案を提出し、101議席中51人の賛成で同年12月3日に可決した。
2022年5月24日、モルドバの検察はドドン前大統領を汚職や国家反逆の容疑で拘束したとロシアのインタファクス通信が伝えた。

#### EUとの関わり
2014年6月27日、モルドバと欧州連合（EU）との連合協定が締結され、全ての締約国による批准が完了した。これに伴い、2016年7月1日、EUとモルドバの連合協定が正式に発効した。
さらに2022年3月3日には、政府が欧州連合への加盟申請文書に署名。これは前月に発生したロシアによるウクライナへの侵攻を踏まえたもので、親欧州路線への転換を加速させる姿勢を鮮明にした。

## 国際関係
モルドバ共和国の外交関係の発展は、1991年8月27日の国の独立宣言から始まった。外務省は、行政の中央専門機関であり、国家の外交政策を推進し実施する権限を与えられている。
モルドバは、欧州評議会、世界貿易機関、平和のためのパートナーシップ、欧州安全保障協力機構、国際通貨基金、世界銀行、欧州復興開発銀行、フランコフォニー国際機関、南東ヨーロッパ協力プロセスなどの国際機関のメンバーである。
モルドバ憲法により永世中立国を宣言している。また同憲法11条により外国軍の駐留を認めていない。

### 日本との関係
日本は1991年12月28日に国家の承認を行い、翌1992年3月16日に外交関係を樹立した。モルドバは在日大使館を2015年12月8日に、日本は在モルドバ大使館を2016年1月1日に開設した。日本には在日モルドバ人が少ないながらも生活している。

#### 駐日モルドバ大使館

##### 基本情報
- 住所：東京都新宿区榎町72 神楽坂榎ビル3階
- アクセス：東京メトロ東西線神楽坂駅2番出口

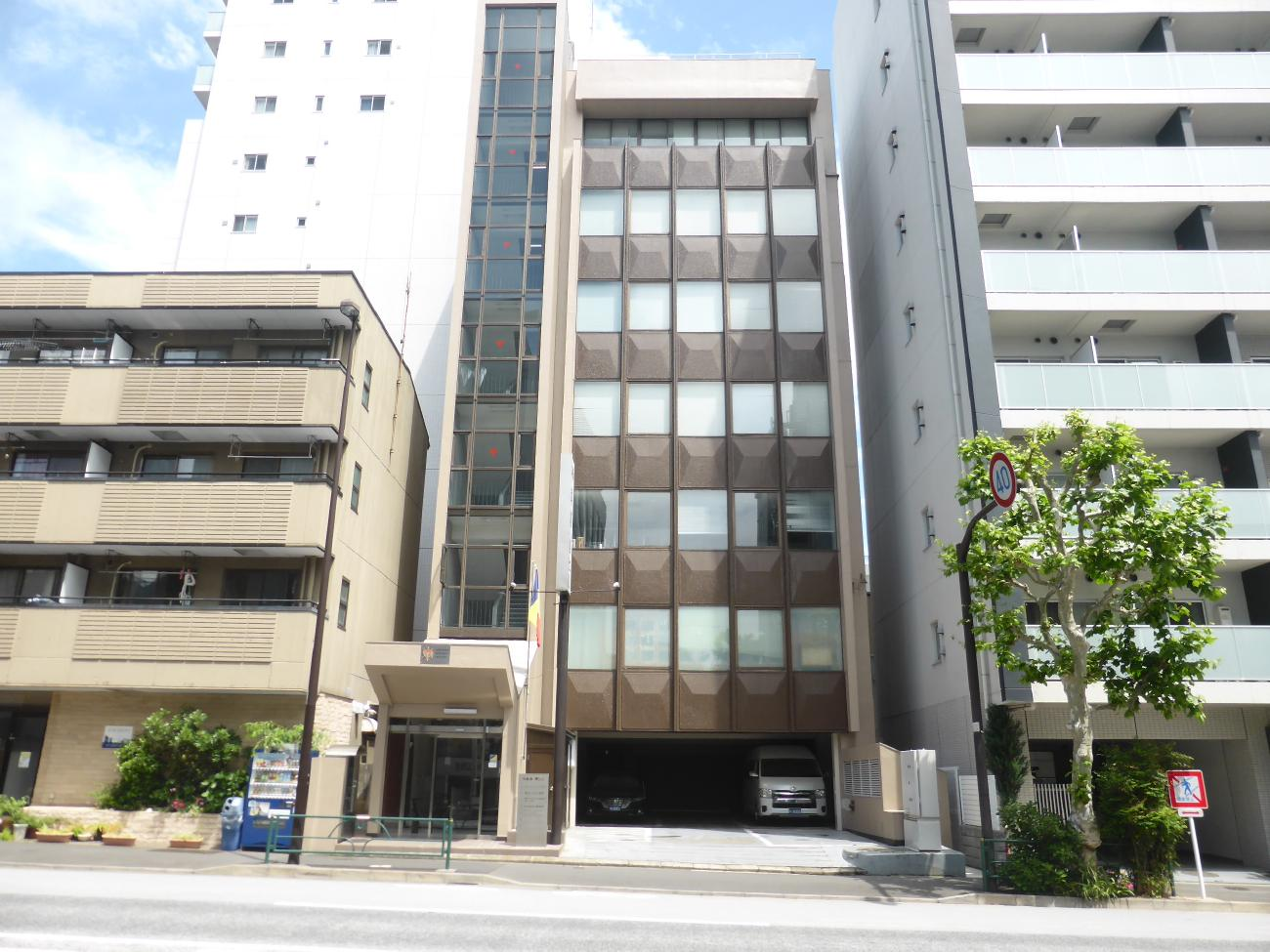
モルドバ大使館が入居するビル
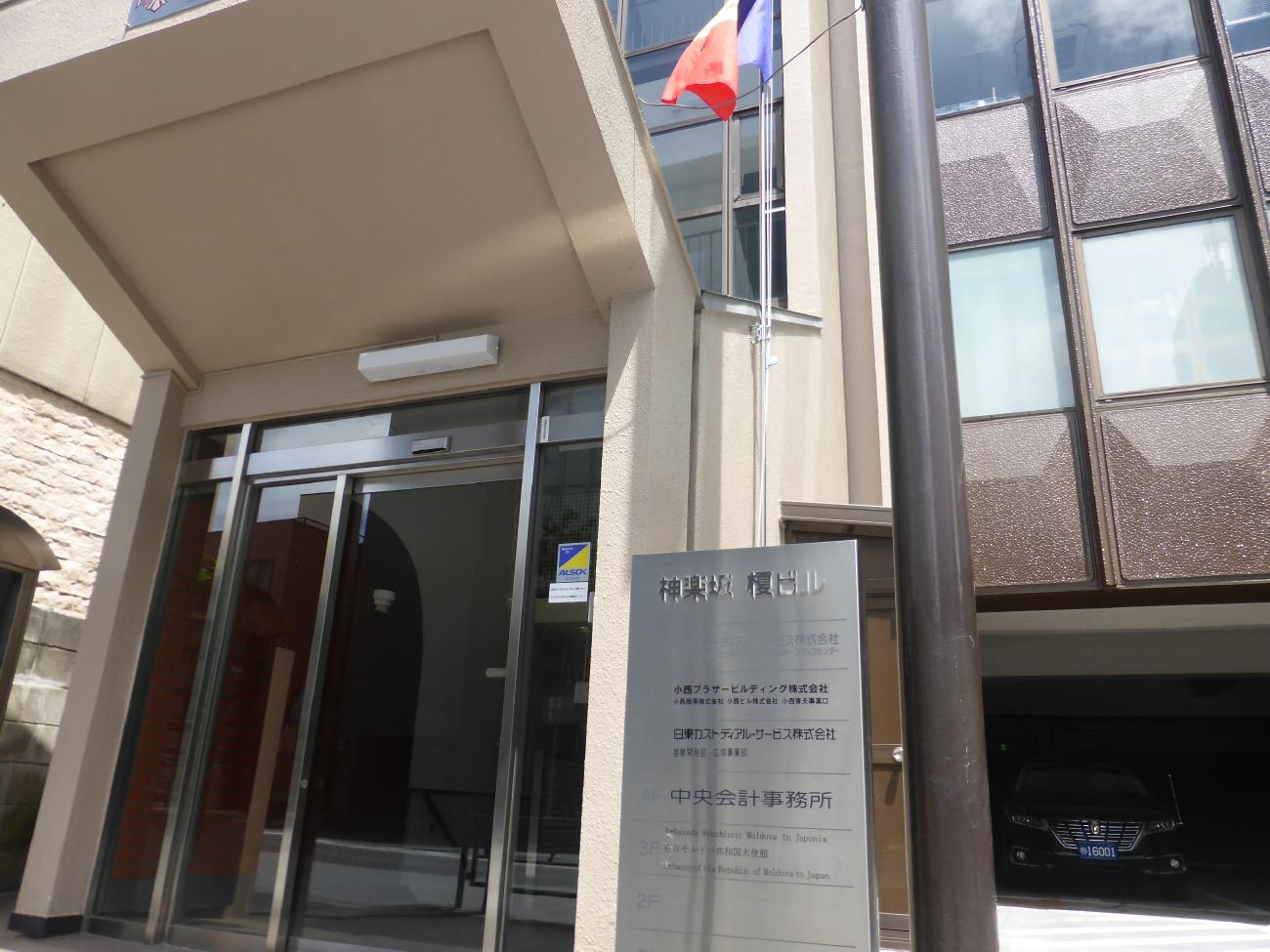
モルドバ大使館は3Fに入居
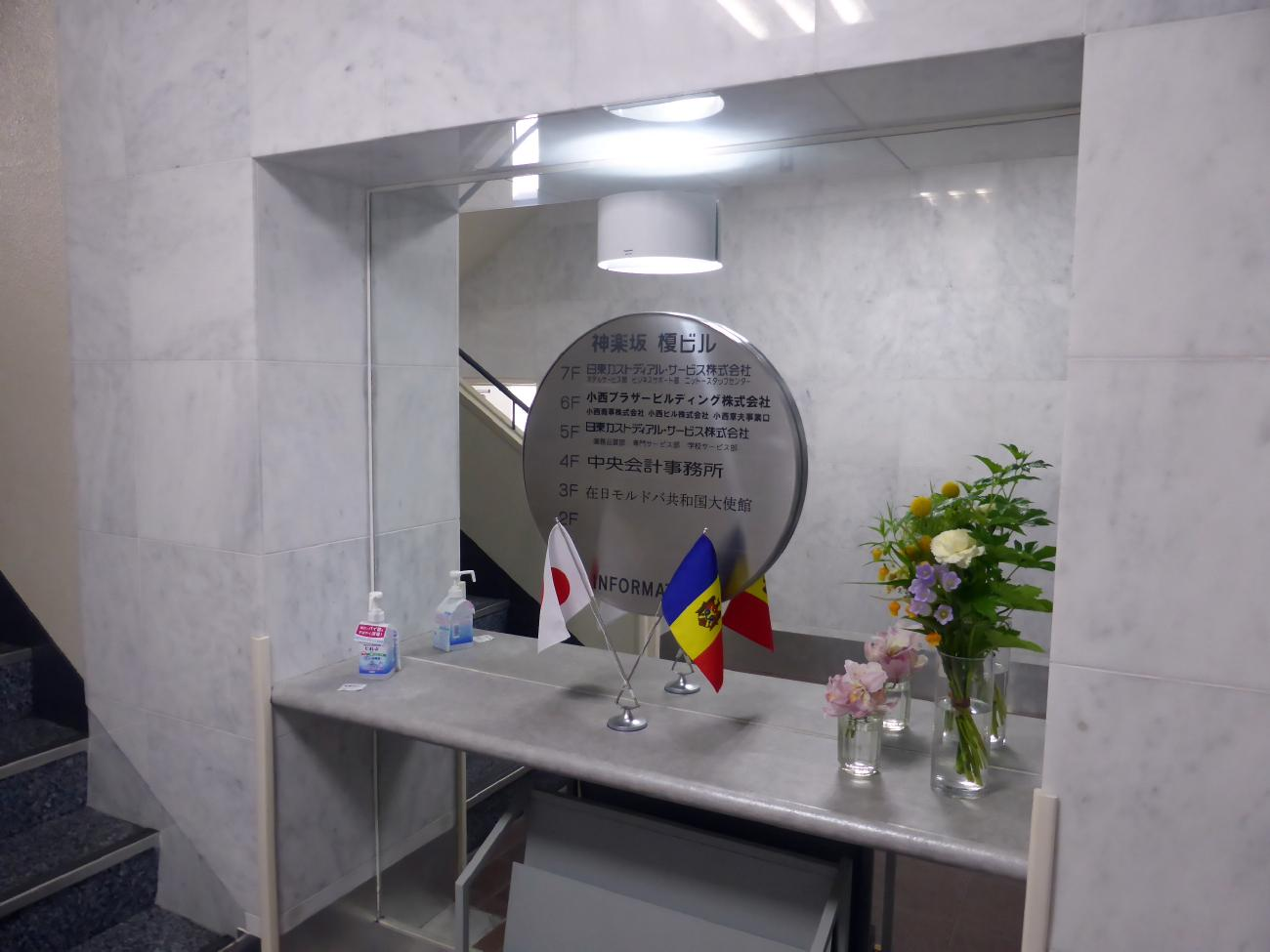
1Fにある両国の国旗

駐モルドバ日本大使館

## 軍事

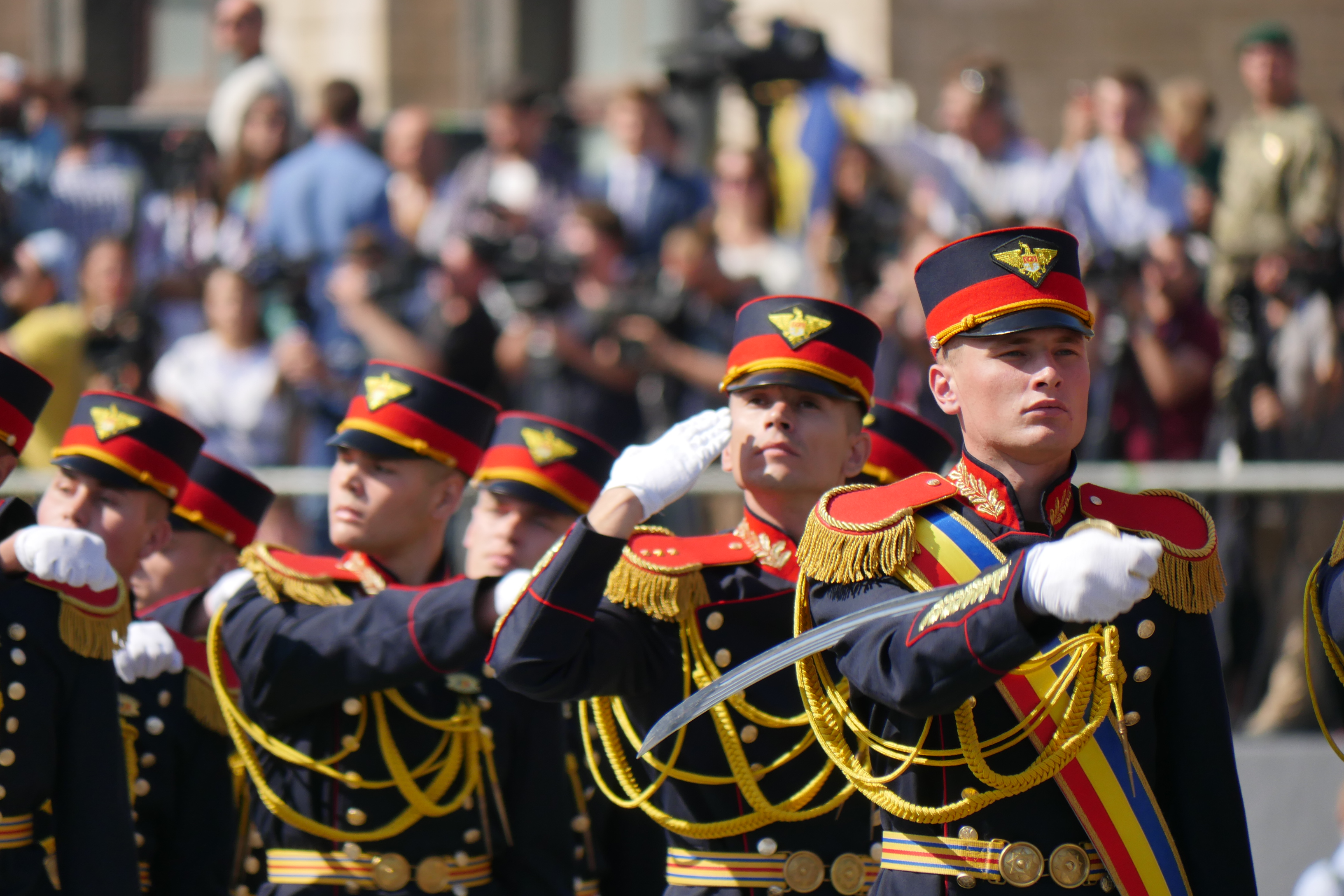
陸軍の兵士

地上軍（兵力約3250人）と空軍（兵力約600人で輸送機とヘリコプターを保有）があり、徴兵制をとる、旧ソビエト連邦軍を引き継いで結成された。国軍は、3個歩兵旅団、1個砲兵旅団、1個地対空ミサイル旅団、1個混成航空団から成る。
1992年10月30日には、ヨーロッパ通常戦力条約を批准、1994年10月には核拡散防止条約に加入した。また、1994年3月16日には、北大西洋条約機構（NATO）やNATO非加盟欧州諸国と旧ソ連構成国による平和のためのパートナーシップ（Partnership for Peace）へ加盟している。
2017年にパヴェル・フィリプ首相（当時）はNATO事務局の開設の際「モルドバは中立国であるが、NATOは隣人でありその隣人と良好な相互の知識や定期的な報告関係をする事は当然のことである。近い将来でも遠い将来でも加盟をするつもりはない」とインタビューで答えている。
アメリカ合衆国のイラクにおける軍事作戦にも参加していたが撤収した。
なお、トランスニストリア地域は、「政府軍」として「陸軍」を保有しており、同地域には共同平和維持部隊要員を含めて約1,500名のロシア軍部隊が駐留している。ロシア軍部隊とは別に数千名と言われるトランスニストリア軍も存在する。
なお、モルドバは隣国ルーマニアと「地域の安全保障を強化する」ための軍事協定を締結している。

## 地理

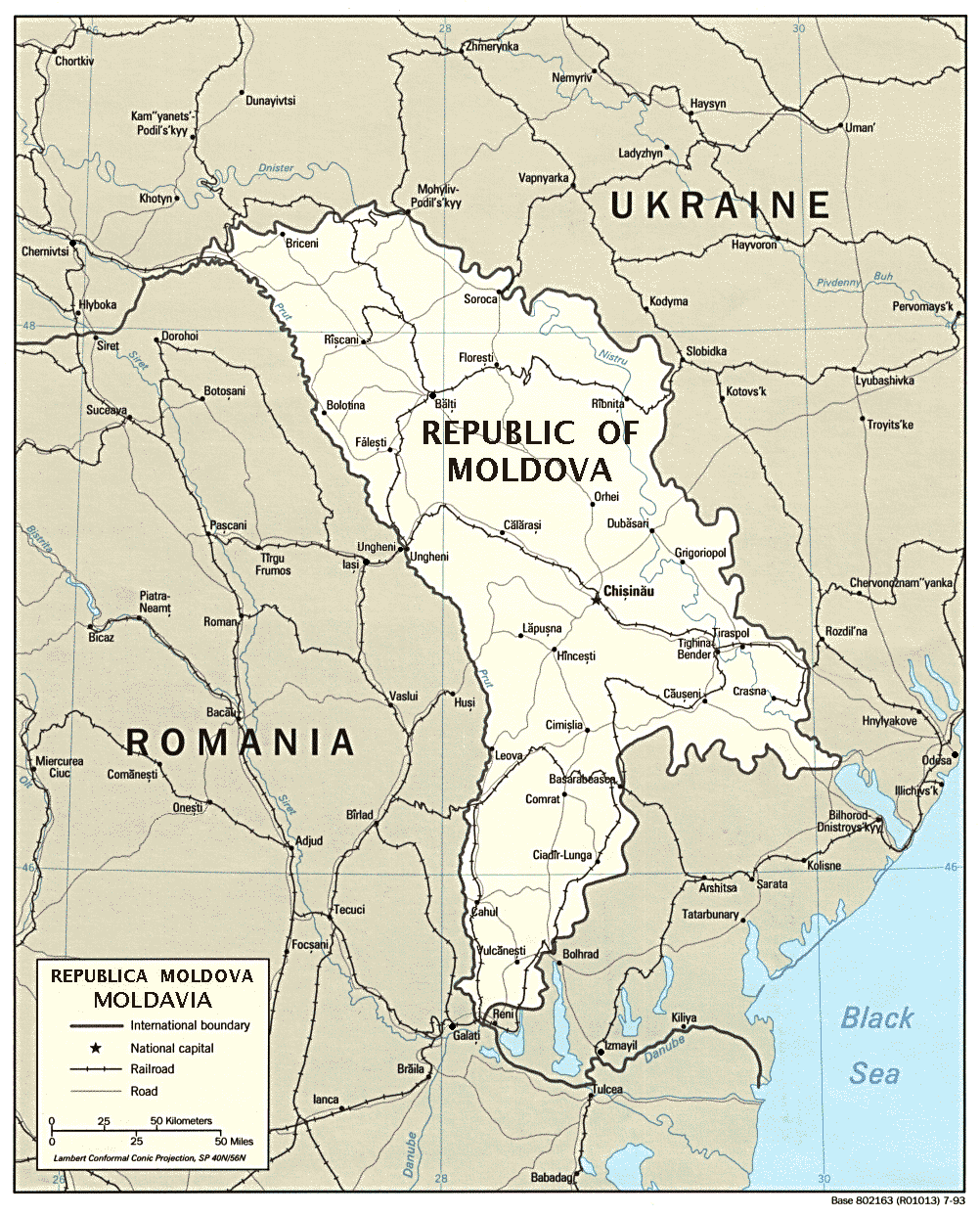
モルドバの地図

東端はウクライナ領のオデッサ州北西部に接する形で国境が設けられ、西端はルーマニア領のモルダヴィア地方の4県（ボトシャニ県、ヤシ県、ヴァスルイ県、ガラツィ県）と当該国に境界線を形成する。南端はオデッサ州のブジャクに接する形で国境が存在しており、最南端はルーマニアと約656ft（約200m）の境界線を形成している。
一方で、国土の周辺は河川に挟まれた状態となっており、東端がドニエストル川、西端がプルト川、最南端がドナウ川と接する形で囲まれている。

### 地形

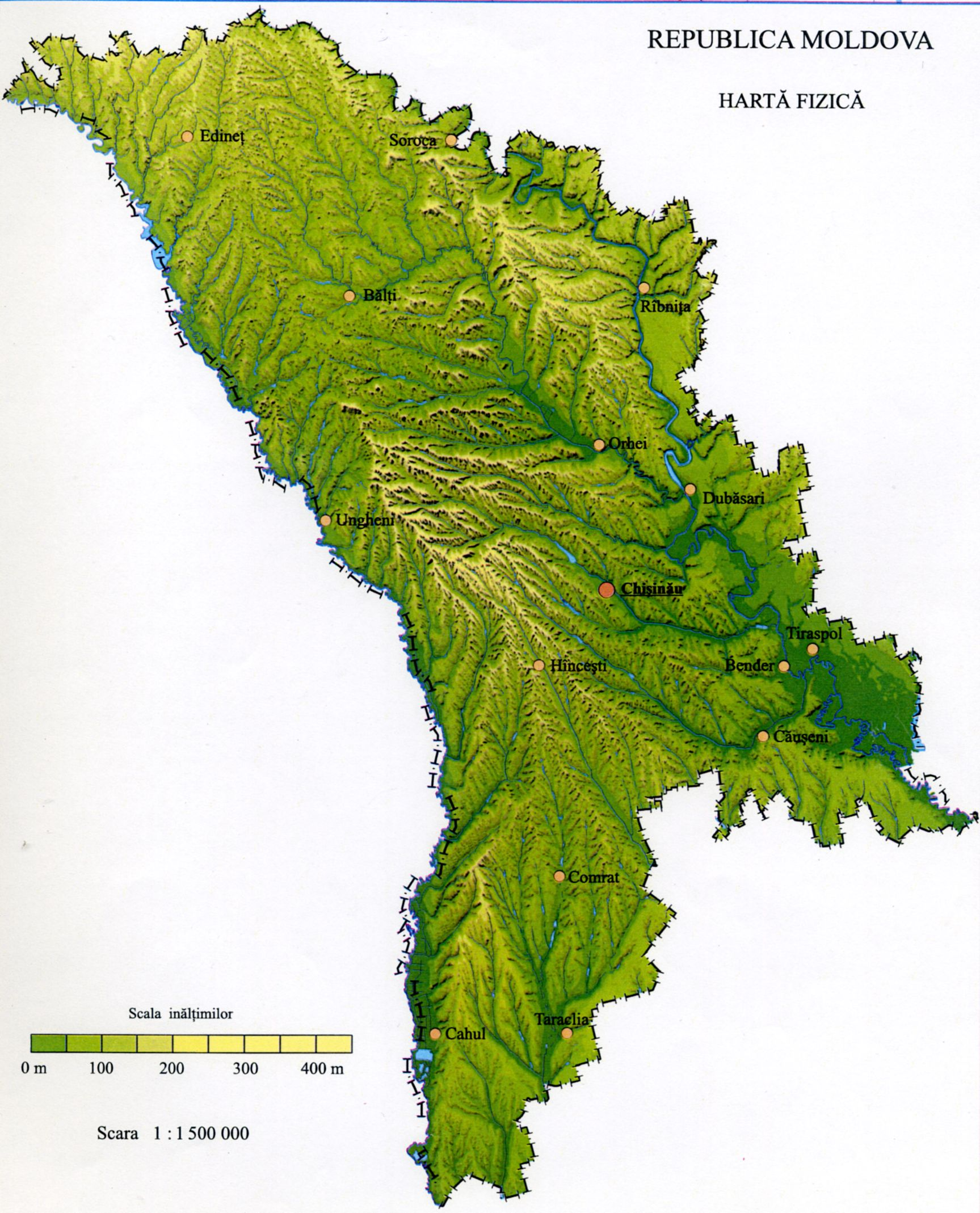
モルドバの地形図

丘陵地帯となっており、国土は平野でほぼ占められていて山がほとんど存在せず、小高い丘や森林が点在するのみである。
また、国土はモルダヴィア高原と呼ばれる高原の一部から成り立っていることが特徴で、同高原はモルドバ国内において最大の高原ともなっている。
世界自然保護基金（WWF）によれば、同国のエコリージョンは中央ヨーロッパの混交林、東ヨーロッパの森林草原、ポントス・カスピ海草原の3つのエリアに細分されている。

### 気候

ケッペンの気候区分で観たモルドバの地図

- 年平均気温 9.5-11.0℃
- 年平均降水量 568-604mm
- 年平均降水日数 99-128日

### 環境
モルドバでは気候変動の影響で、雹や高温、旱魃といった気象に関係する被害が深刻となっている。夏には人間の握り拳程度の大きさの雹が降ることがあり、ワインの生産に使うブドウなどの農作物が被害を受ける事態が多発している。その被害額は日本円で約11億7000万円に上ったこともあるといわれている。雹の被害は人や自動車などにも発生しているため、同国では対策として雨雲の中にある雹を小さくする効果のある「消雹剤（ヨウ化銀）」を積んだ小型ロケットを年間で約5000発ほど打ち上げている。

#### 生態系
モルドバの野生動物は68種の哺乳類、270種の鳥類、数万種の無脊椎動物が存在しており、野生植物は2300種が自生している。

## 地方行政区分

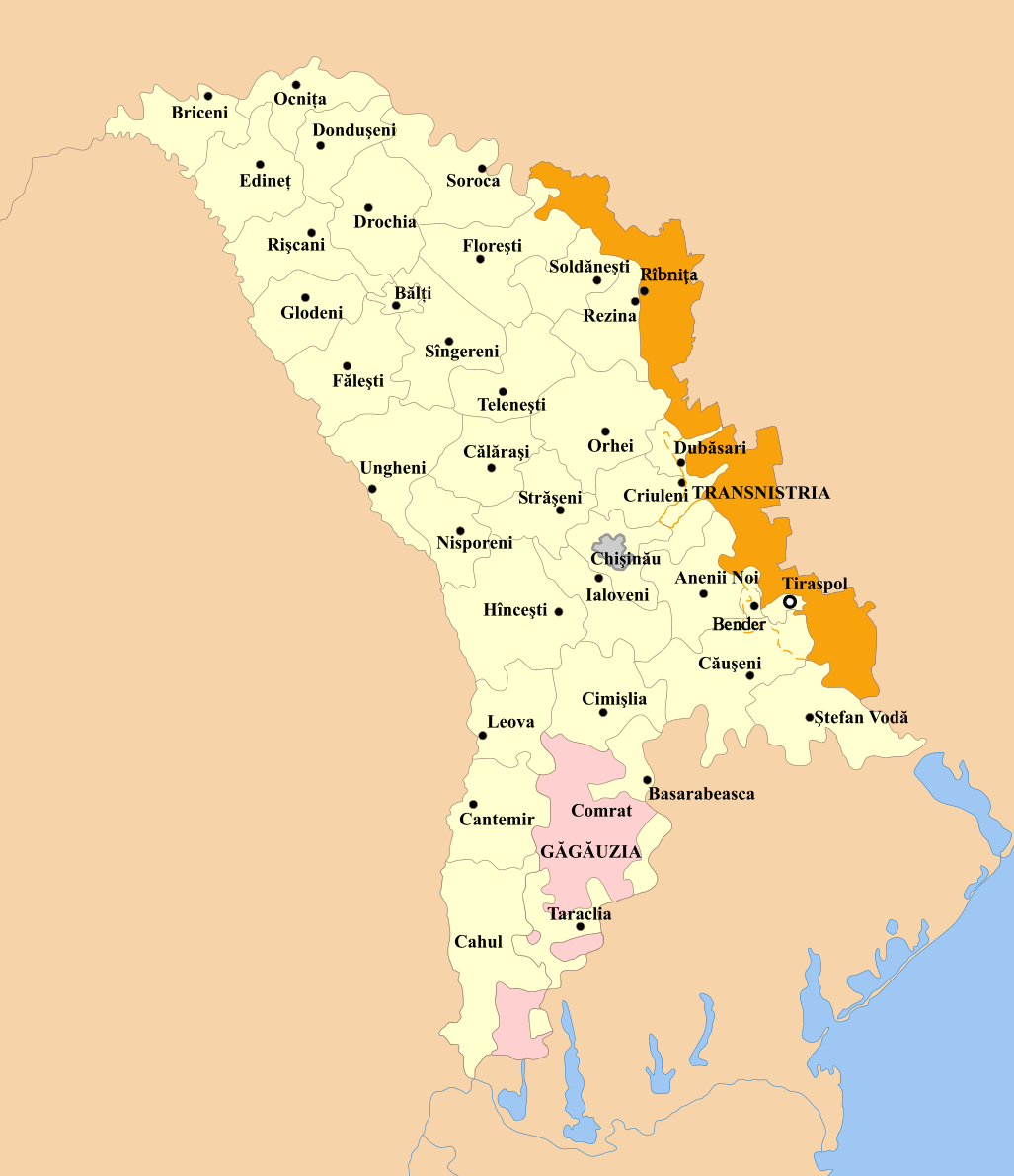
モルドバの行政区画

32の地域と5つの都市区域（バルツィ、キシナウ、コムラト、ベンデル（ティギナ）、ティラスポリ）のほか、ガガウズ自治区と、事実上独立した沿ドニエストルがある。ベンデルはドニエストル川西岸にあるものの、沿ドニエストル地域に含まれるためモルドバの支配は及んでいない。なお、沿ドニエステル共和国を抜いた統計は人口3,041,537人（2012年）、面積29,680km2となる。

## 経済

### 産業
モルドバの主要産業は農業であり、主に小麦やブドウ、トウモロコシ、タバコの生産に力を入れている。2013年同国の1〜9月期のGDPが前年同期比8%増という高率の成長を遂げているが、それは好調な農業生産によるものであったと言われている。
旧ソ連時代には重工業も盛んであったが、その一部が沿ドニエストルに位置しており、同地域の事実上の独立によりモルドバは生産拠点を大幅に失うに至っている。加えて1991年の旧ソビエト連邦の崩壊以降にエネルギーや物資の供給が絶たれたことで、その影響から農耕用の機械が老朽化しても新しく購入することができず、国内には農地を放棄してしまう農家も多く存在した。
しかし、日本政府が、モルドバの低迷した農業の再生と生産性の安定に向けた努力を支援することを引き受けるとし、外国援助を実行。2000年に貧困農民支援（通称「2KR」）を開始したことや、JICSが同国政府の農耕機を購入する際の手続きを実施する調達代理機関として機能するなどの援助を行なったことから、モルドバは国内においての調達・販売のサイクルを生み出すことやリボルビングファンドなどの金融に於ける仕組みを形成させることに成功した。
同時期にモルドバの農業食品産業省によってPIU（Project Implementation Unit = プロジェクト実施機関担当部局）が設立され、その傍ら両国の活動によって、農村では雇用が創出され、技術が移転されることにより新たな事業の開拓が開始され、更に農業分野において持続可能な成長を見込めるまでに発展して行った。追って2KRプロジェクトが継続的に拡大し、革新的手法の導入が可能となったため、農業生産者が近代的な農業技術を得ることへつながっている。
だが、その反面で農業所得の低さから後継者不足や耕作放棄地の増大、農村の過疎化という新たな問題に瀕している。
傍ら、モルドバではローンが組めないことが大きな障害となっており、同国銀行からの金利も20%という高いものであることから同国の農業者にとっては業務継続に大変な差し障りとなりうるほどの痛手であり、これに併せて金融機関から資金を調達しようにも返金額が高すぎるという致命的な弱点を抱えている。現在、同国の農業は、今後この問題点をどう解決させ克服するかにかかっている。

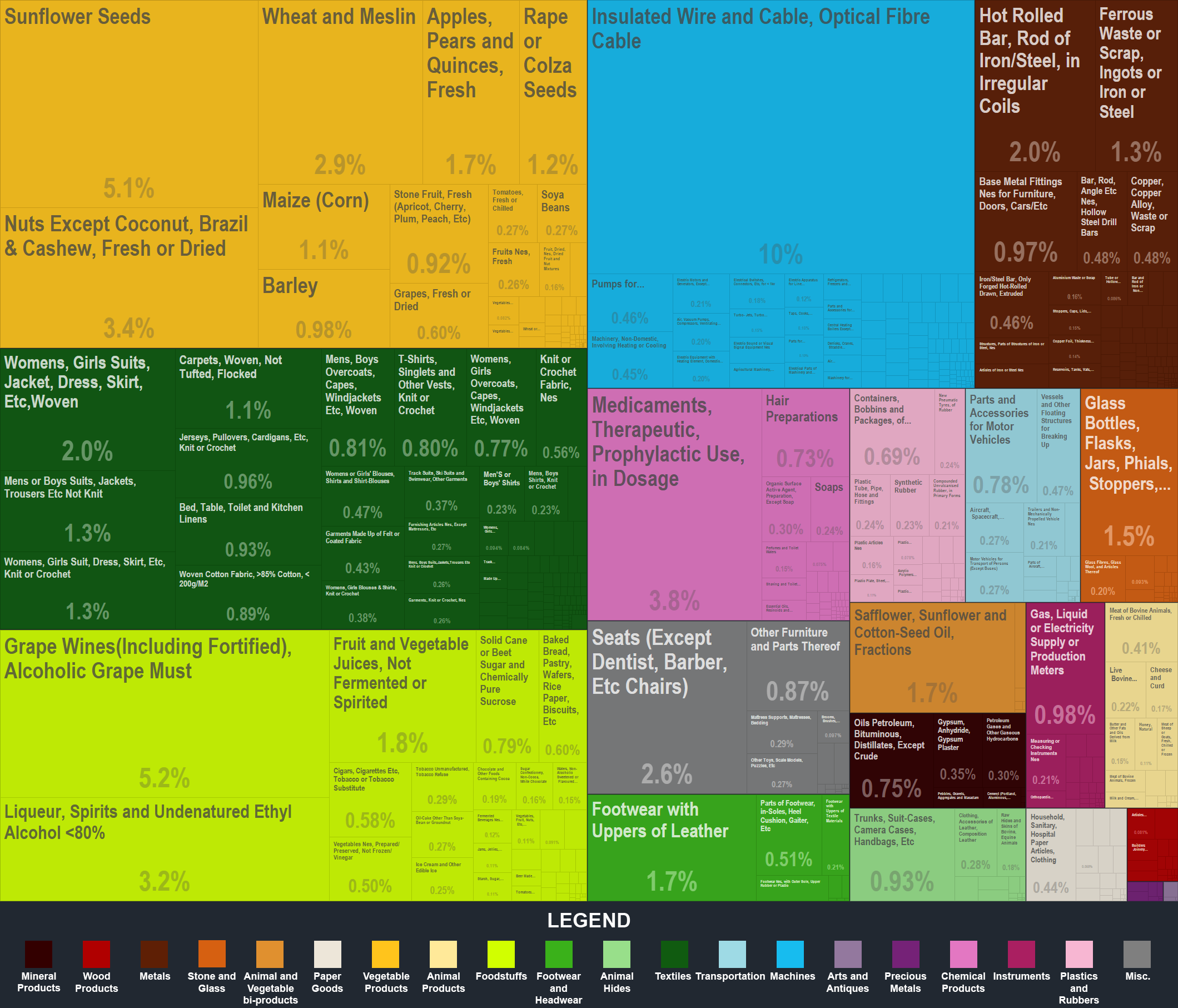
色と面積で示したモルドバの輸出品目

外貨獲得源としてワインの生産や輸出業が盛んであり、名産品として造られている（「モルドバワイン」参照）。
2006年から、ロシア連邦はジョージアとモルドバへの経済制裁の一環としてワイン輸入の禁止を行なっている。
この結果、モルドバワインはロシア以外への輸出を模索し、欧米や日本に輸出されることとなった。

### 低迷する経済

モルドバのGDP．
黄は農業、青は工業、緑は商業（主に興行・サービス業）を示している

紛争の影響で経済が停滞しており、国際通貨基金（IMF） の2013年の統計によると一人当たりのGDP（為替ルート）は2,239ドルである。東南アジア諸国連合（ASEAN）諸国であるマレーシア（10,547ドル）やタイ（5,674ドル）はおろか、フィリピンの2,790ドル、インドネシアの3,509ドルと同レベルであり、さらには国外へ出稼ぎする労働者の送金額もGDPの23.4％という状態となっている（これは全体の4分の1に相当する量である）ため、同国はヨーロッパの最貧国の一つに数えられると言ってもよいほどの経済状態にある。

#### 国内紛争

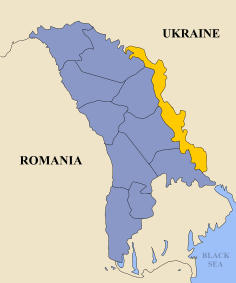
モルドバが主張する領域（青と黄）の内、黄部は支配が及んでいない沿ドニエストル共和国。

経済低迷の一因としては、沿ドニエストルにおける紛争が挙げられる。
1990年、ドニエストル川東岸においてスラブ系住民を中心とした勢力が、モルドバ政府の民族主義的政策に反対し「沿ドニエストル・ソビエト社会主義共和国（現在の沿ドニエストル共和国）」として独立を宣言。その後1992年にはモルドバ政府が沿ドニエストル地方を武力攻撃して、約1500人の死者を出す内戦（トランスニストリア戦争）に発展。それに対抗してロシアが沿ドニエストルに味方して軍事介入した結果ようやく停戦したが、当時から今に至るまで紛争終結の目処は立っていない。
モルドバ政府は沿ドニエストルの武装解除や警察権の剥奪、モルドバの法制度への完全な従属などを主張しているが、沿ドニエストル共和国はモルドバと対等な形での国家連合か連邦制、モルドバ共和国からの離脱権の保持などを主張して譲らないままである。沿ドニエストル側のこの地域はモルドバ工業生産の3分の1を占めていたので、モルドバ側としては主要な工業地域を奪われた形になった（※モルドバ政府の政策は工業化ではなく、農業推進型）。
また同時期に、モルドバ南西部に住むガガウズ人の独立運動も発生したが、こちらはガガウズ側の譲歩でガガウズ自治区という独自の自治権を持つことで独立を撤回。ガガウズ人は歴史的にトルコとの付き合いが強く、現在ガガウズ自治区に対して、トルコより経済援助が行われている。

#### 地理的要因
もう一つの要因としては、国内に資源が乏しく、石油やガス、鉱物資源などを国外からの供給に依存している点が挙げられる。これらは当然無償ではなく、輸入しているので毎年資源部門は赤字となる上、財源の乏しいモルドバは、過去に何度か滞納を理由に供給を止められている。同国の工業化に際しての問題点はこの資源面にもある。
また、モルドバの主要なエネルギー供給源であるロシアは近年、旧ソ連諸国に対するエネルギー資源輸出に関する優遇処置を撤廃する動きを強めている。
それまでの割安な価格での石油・ガス供給に慣れていたモルドバにとって、この動きはただでさえ不安定な経済をさらに混乱させる要因となっている。

#### ロシアの経済危機の余波
さらにモルドバ経済は資源供給、市場、出稼ぎ先などロシアに依存する面が多く、そのためロシア経済の影響を大きく受ける。ところがそのロシアで、
1. 1992年から1995年のロシア国内のハイパーインフレーション
2. 1998年のロシア財政危機
3. 2008年の金融危機によるロシア経済後退

と立て続けに経済危機が発生。それに伴い、モルドバ経済も大きなダメージを受けた。

#### IMFおよびWB主導の市場経済化
モルドバはソ連から独立したが、現在の貧困や過疎化等から国民の中には「ソ連時代の方がまだ良かった」と発言する人まで増えている状態である。さらに政党も共産党が旧ソ連圏の中で初めての第一党となり、市場経済移行に逆行していたことが原因で国内は混乱と混沌に満ちた状況が、同政党の失墜する2009年まで続いた。
国際通貨基金（IMF）と世界銀行（WB）は国際収支の改善、インフレーションの安定を目的とする政策を掲げているが、それに対し、国際連合児童基金（ユニセフ）は「ヒトを無視した改革は真の貧困解決ではない」と反論している。加えて「エイズ患者の増加や相次ぐ人身売買の送り出し国の現状の解決のためにも貧困の解決は急務だが、IMFの方法は失業率を悪化させ、新たな貧困を生むので良くない」と批判している。現在、IMFはアメリカ寄りである。そしてモルドバ最大の経済援助国は 1位アメリカ、2位ドイツ、3位オランダ、4位日本となっている。

### 近況
同国は2009年7月末、中国から「《国内インフラ整備の資金》として10億ドルの借款を与える」と約束をされている。中国側は返済を15年払い、利率を固定で3%、3〜5年は利払いを無用とする提案を打ち出している。
また、2006年にロシアがモルドバ産ワインに対する禁輸処置を執ったことから、モルドバ国内のタラクリア経済特区では同区内にあるワイン工場の操業が行き詰まる事態が発生。同じくタラクリア特区内に在るタイル工場はしばらく好調に操業を続けており約400人の従業員を雇用していたが、資金提供に協力していたロシアの投資家が突然の資金引揚げを行い不可解な形で撤退してしまう事態が発生、このために同工場は販売先をルーマニアへ切り替えようと試みるも結果は成功せず、2009年に破産することとなった。
2014年、タラクリア経済特区管理局は「我々には必要なインフラがすべて整っている、モルドバ政府は特区を再生して雇用や税収を再び生み出せるよう支援すべきだ」と同国政府へ訴えを出している。
2015年、日本の国際協力機構（JICA）がモルドバの厳冬ならび防寒対策としてバイオマス・ボイラーの導入を実施、同国へ普及させていることが明らかにされた。この暖房システムは同国が農業国であることから「農業国ならではの強み」を生かしたものとして考案されたものであり、JICAが整備事業を無償資金協力で行なっている。
同年には国内の銀行から約1200億円が流失した不正送金事件が起こり大規模な反政府抗議へとつながった。この消えた金は同国GDPの15%（約8分の1）に相当する金額であった。
2016年、同国は1月1日付で、EUとウクライナ間で自由貿易圏を始動させている。
2017年、日本気象協会が海外との気象研究を共同で行なうとし、その第一弾としてモルドバの気象予測技術の改善を同国と7月12日に合意することになった。
同月13日、同国の農業食品産業省・降雹対策局（AHS）が日本気象協会と同組織との共同研究で改善を始動する旨を発表している。
2018年にはGDP成長率が4.0％、GDP自体が1,900億1,633万レイ（日本円で約1兆2,351億円）と経済全体の伸びが下回っているものの、この事に対して当時の首相であったパヴェル・フィリプは「経済のエンジンが正しい方向で機能していることを意味している」とコメントしている。
現在、同国の経済は、内戦状態となっている隣国ウクライナに比べると比較的安定している状況にあり、国民1人当たりのGDPやドル換算平均月収額がウクライナを抜き去りつつある。その一方で2022年から深刻なエネルギー危機を迎えるといった問題点も新たに浮上し出している。

### 観光

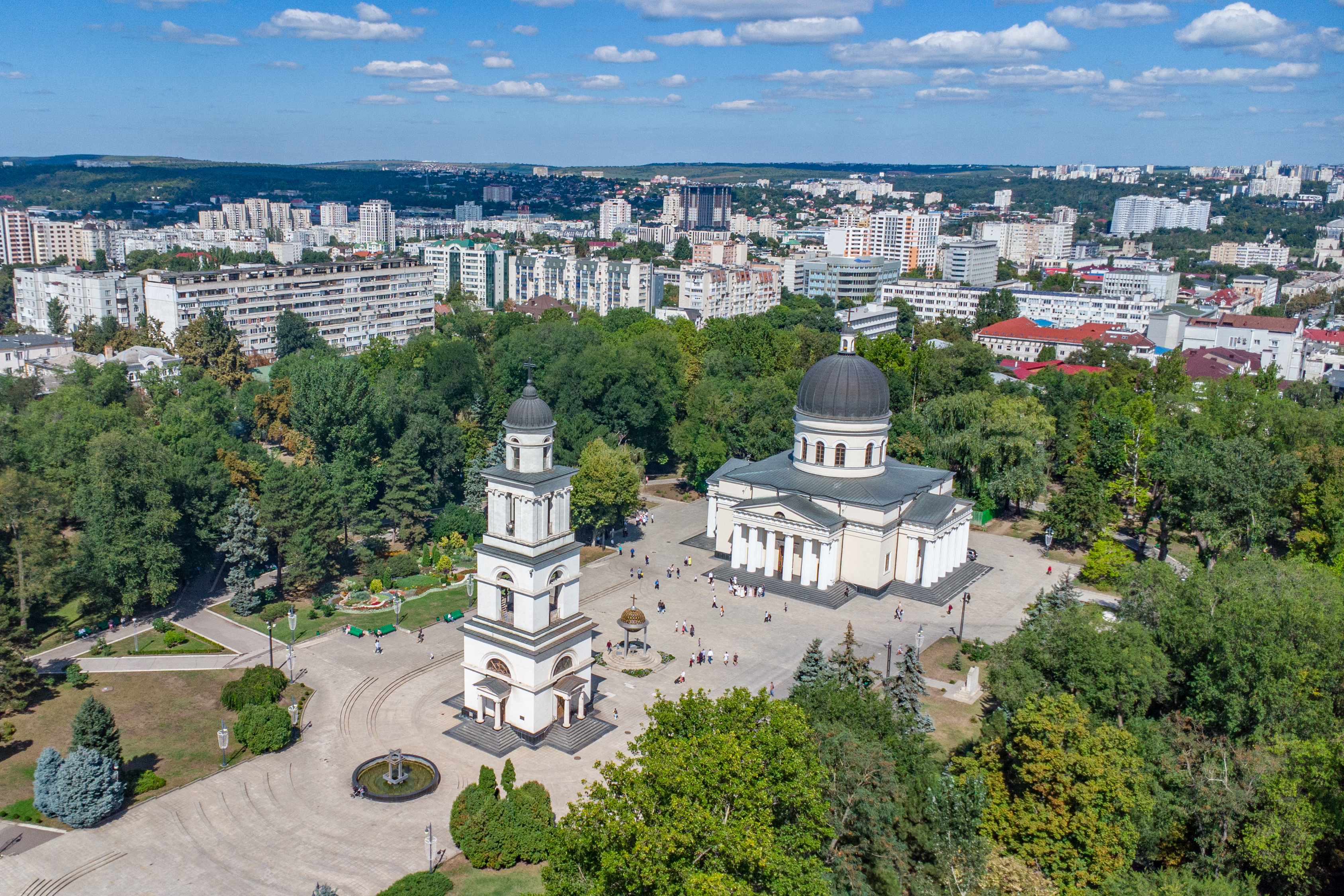
首都キシナウ

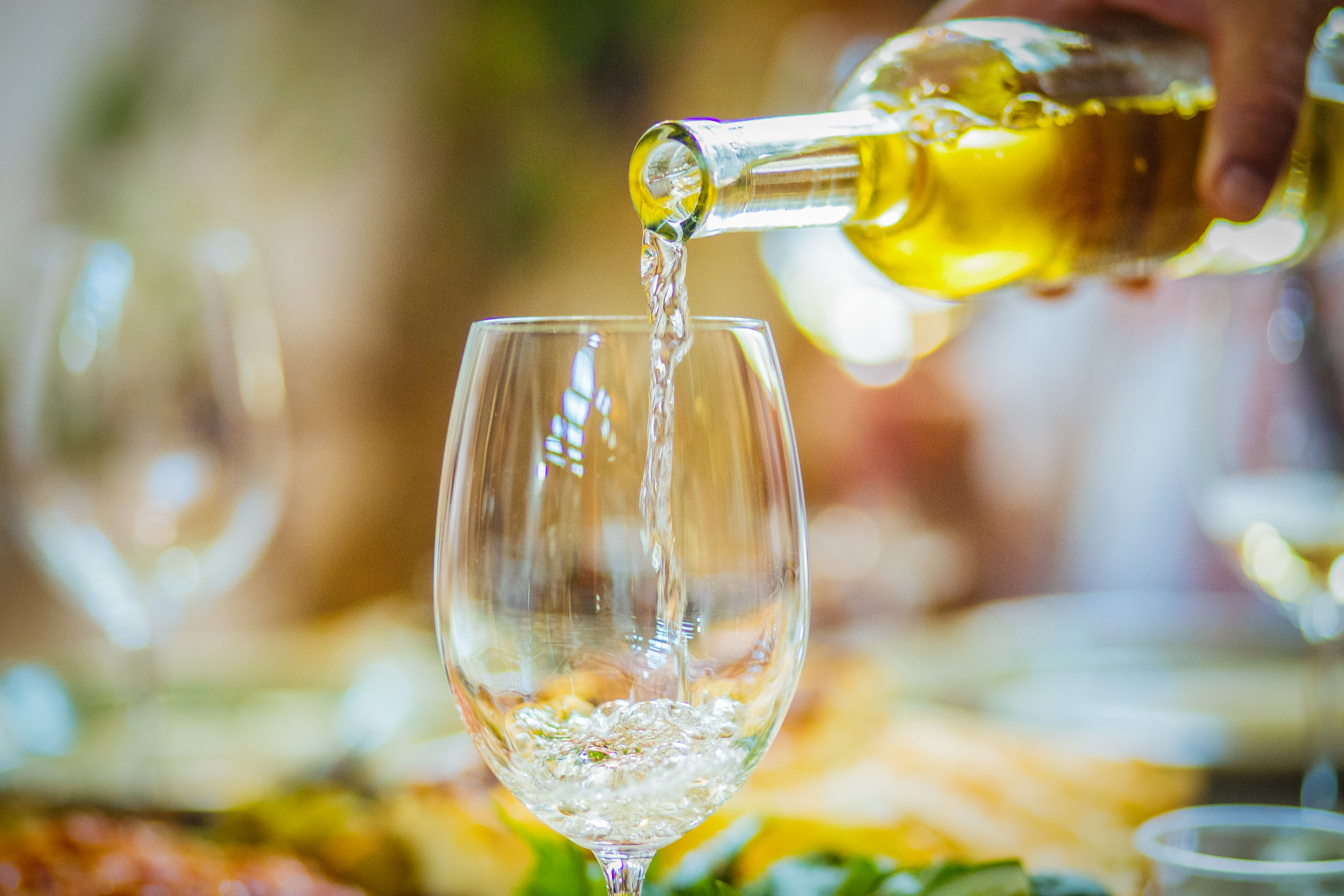
モルドバワイン

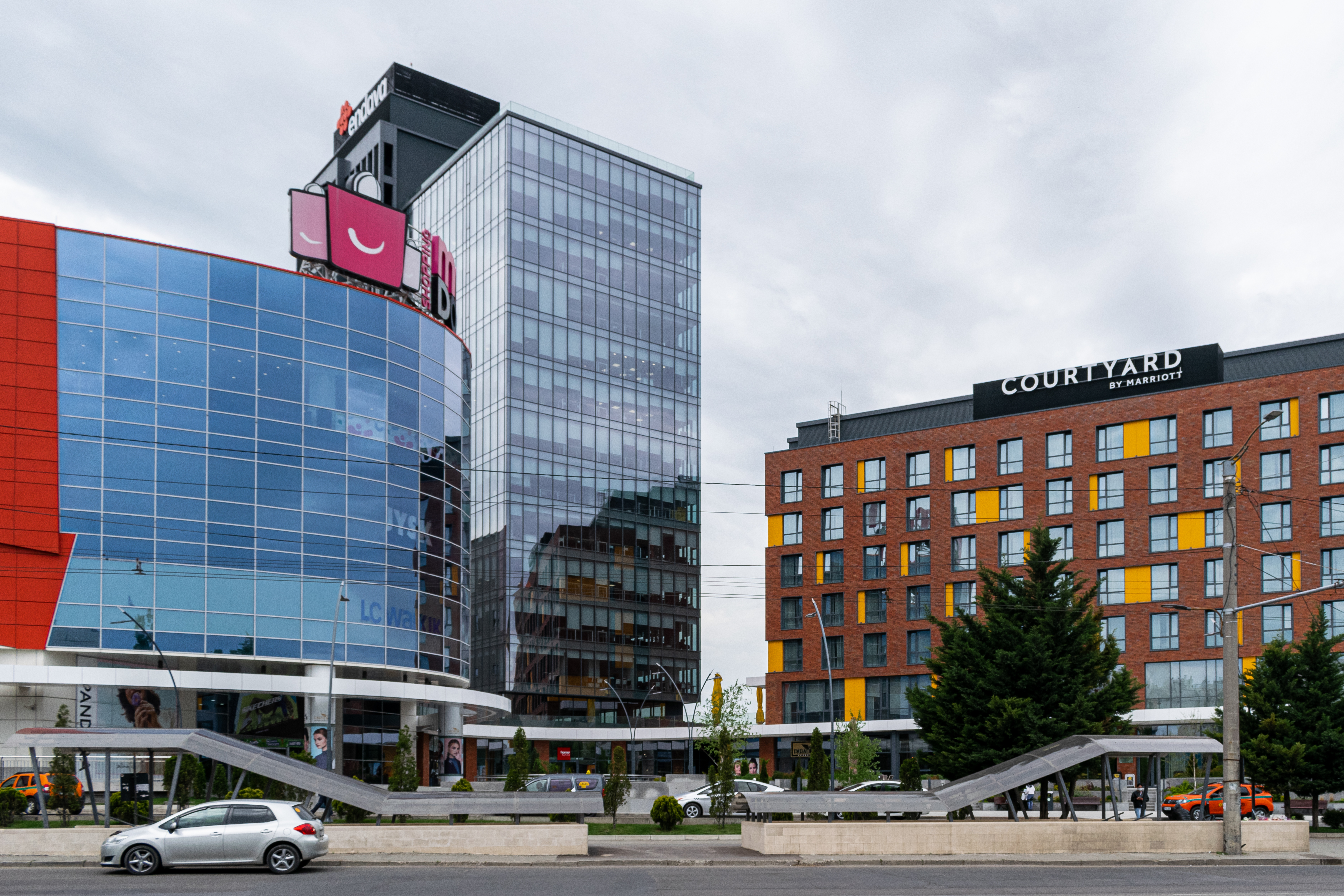
首都キシナウ内のショッピングセンター

積極的でないが、観光収入は4500万ドルで観光客は年間1万8000人。観光に最適な時期はブドウ収穫時期の10月で、ワイン祭りが行われる。
2007年1月1日より、日本国民がモルドバに入国する際のビザ（査証）が免除された。2019年にはトルコ・モルドバ間で相互ビザ免除協定に関する変更が行われ、180日間以内で90日を超えない形で短期滞在を含む入出国、経由に絡むビザが免除されている。
観光の見所としては、
- キシナウ（首都）
- ワイナリー
  - ミレスチ・ミーチワイナリー（英語版）
  - クリコバワイナリー（英語版）
- 要塞・城塞
  - ソロカ（英語版）のドニエストル川沿いの円形要塞（英語版）
- 修道院・教会
  - オルヘイ・ヴェッキ（ルーマニア語版、ドイツ語版、クロアチア語版）の岩窟修道院（ルーマニア語版）
  - クルキ修道院（ルーマニア語版）（バティチ（英語版））
  - 聖ティロン大聖堂（ルーマニア語版、英語版、ロシア語版）（聖テオドール・ティロン修道院、キュフレーア修道院）（キシナウ）
  - ナスレテア大聖堂（英語版）（キシナウ）
  - ハンク修道院（英語版、ロシア語版）（ブルシュク（英語版））
  - サハナ修道院（英語版）（サハナ（英語版））
  - マナステリア修道院（ルーマニア語版、英語版）（チチカニ（英語版））

などがあげられる。

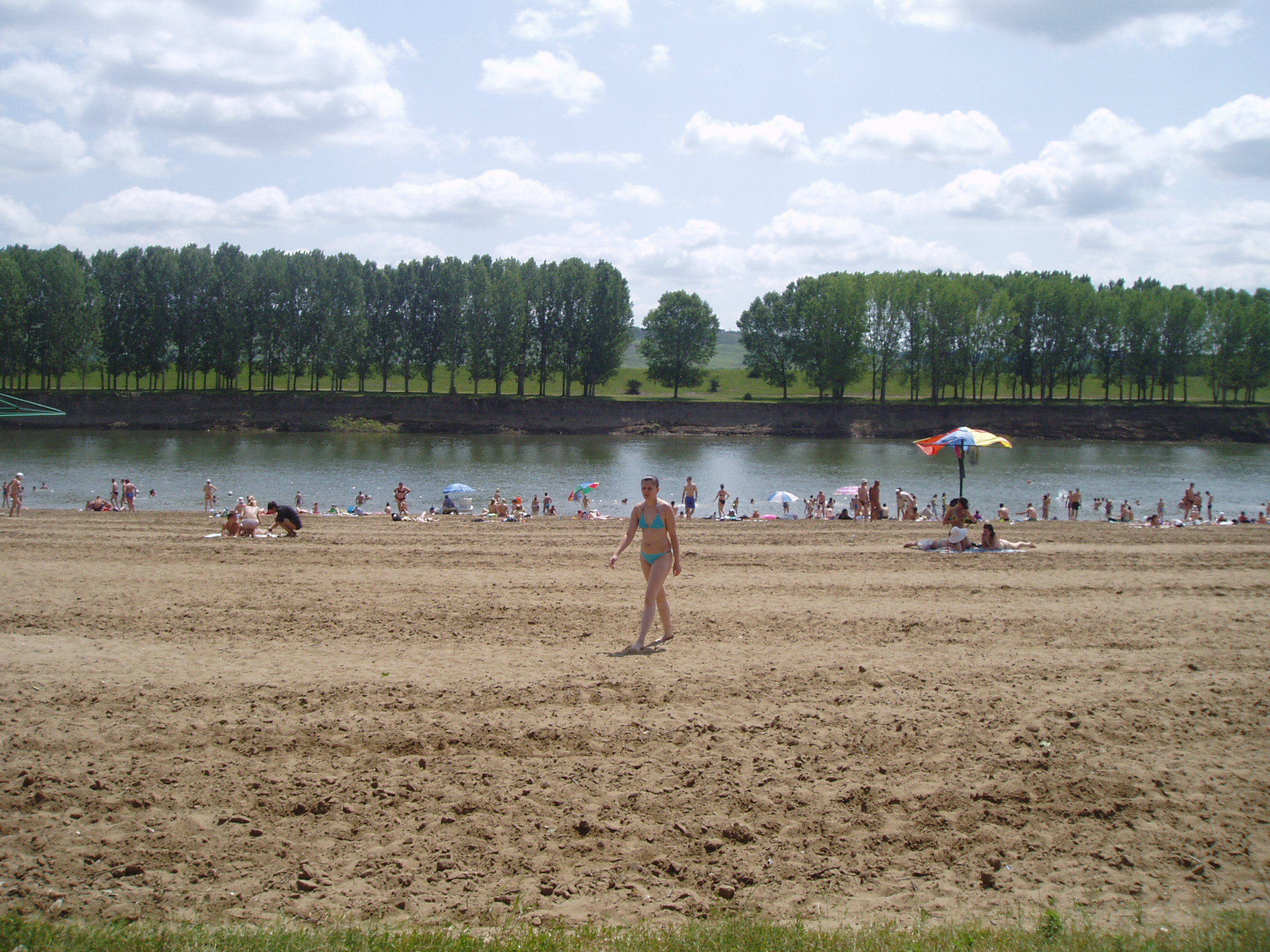
ドニエストル川沿岸のビーチでバカンスを楽しむ様子。バドゥ・ルイ・ボダ（Vadul lui Vodă）付近にて撮影

また、ドニエストル川沿岸にはビーチがあり、そこでの水泳や日光浴を楽しむことができるが、上述の沿ドニエストル共和国との関係上、身の安全性を欠く面があるため、一般の観光客に勧めるには難しいのが現状となっている。
最近ではモルドバを訪れる外国人が増加傾向にあり、2015年には来訪者数が1万5,500人に達している。モルドバを訪れる外国人のうち、65.1%が観光目的、27.1%が商用、3.1%が療養目的であったとНовости Молдовы社から報道がされている。

#### ギャラリー

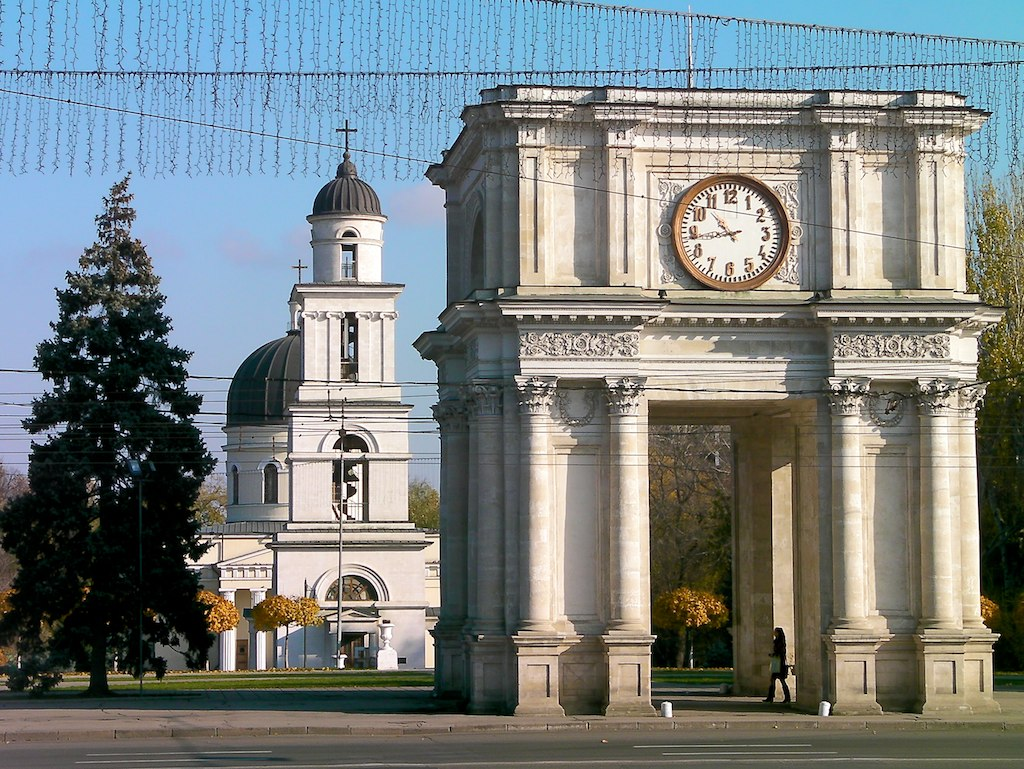
キシナウ中心部の凱旋門（英語版）と大聖堂（英語版）・鐘楼
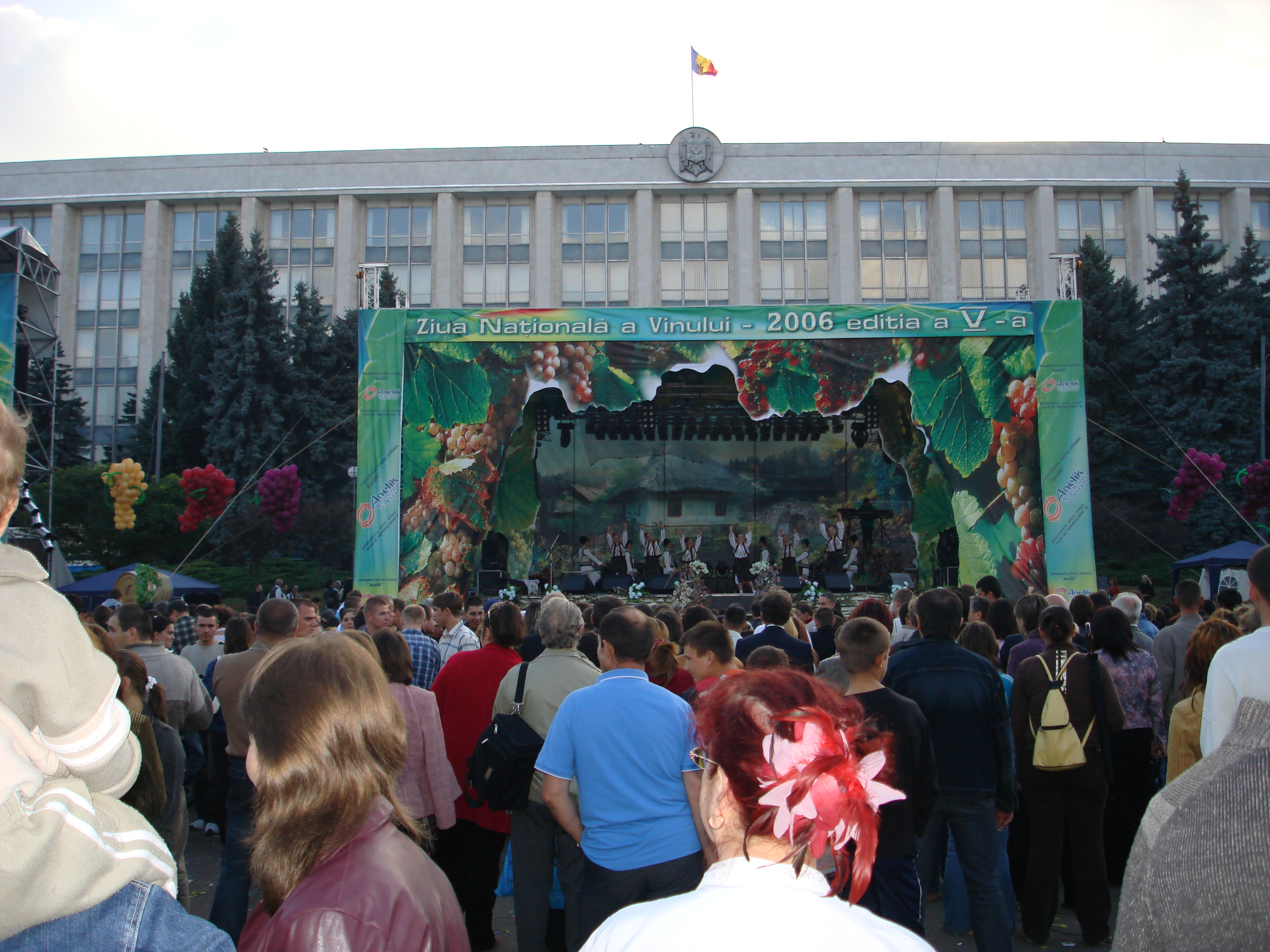
ワイン祭り（ルーマニア語版）の様子（キシナウ、2006年10月）
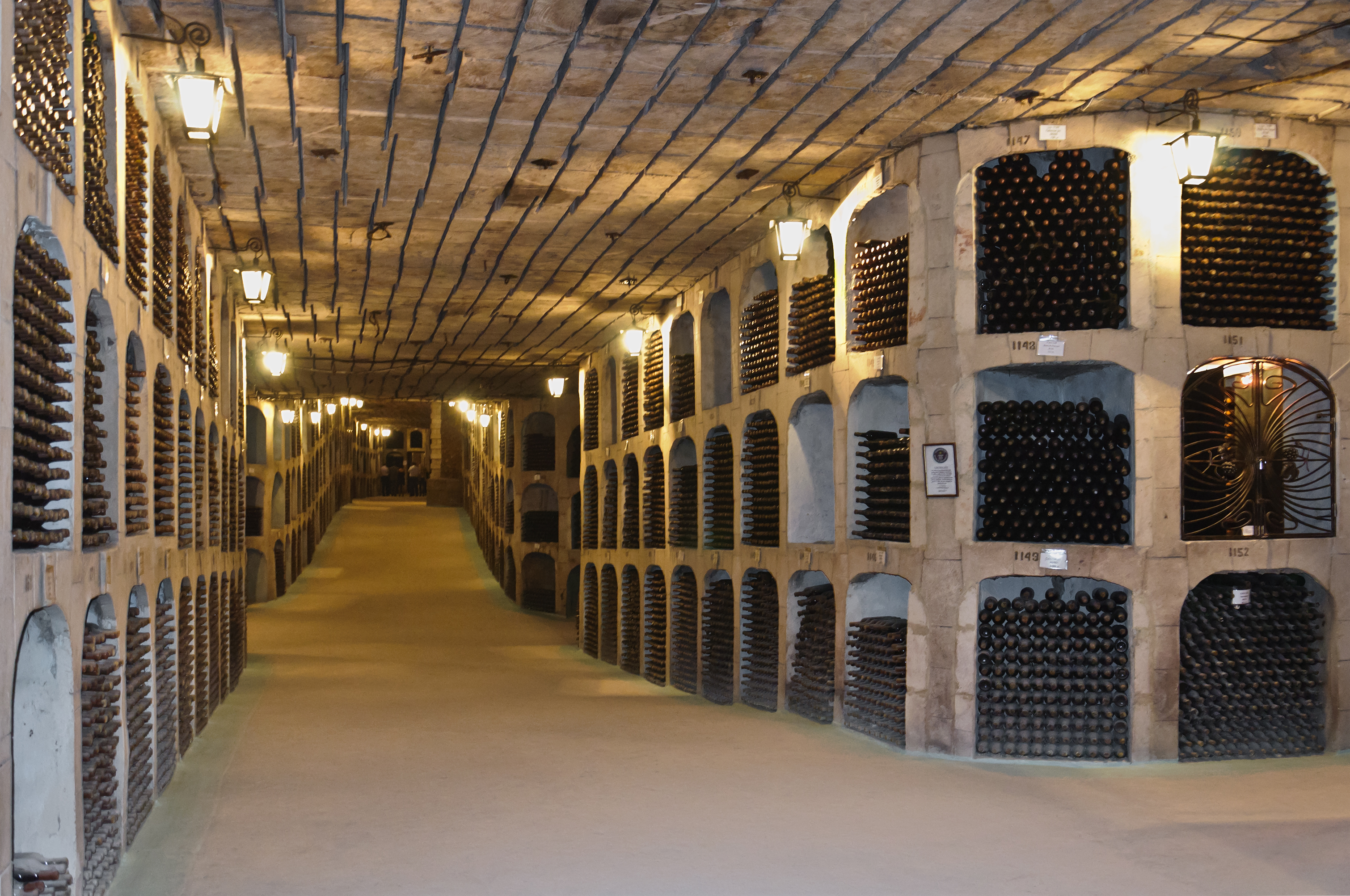
ミレスチ・ミーチワイナリー（英語版）の地下ワインセラー
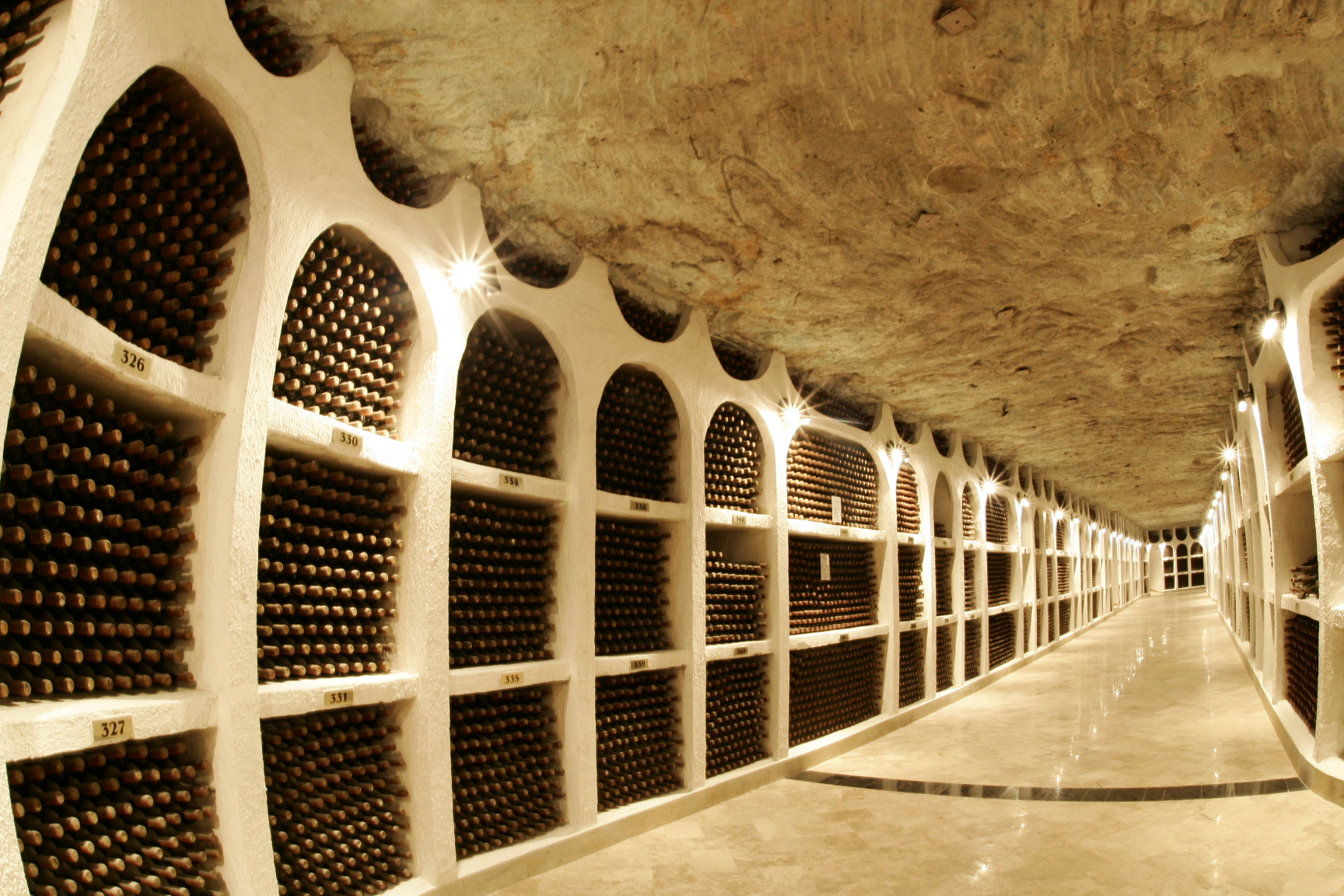
クリコバワイナリー（英語版）の地下ワインセラー
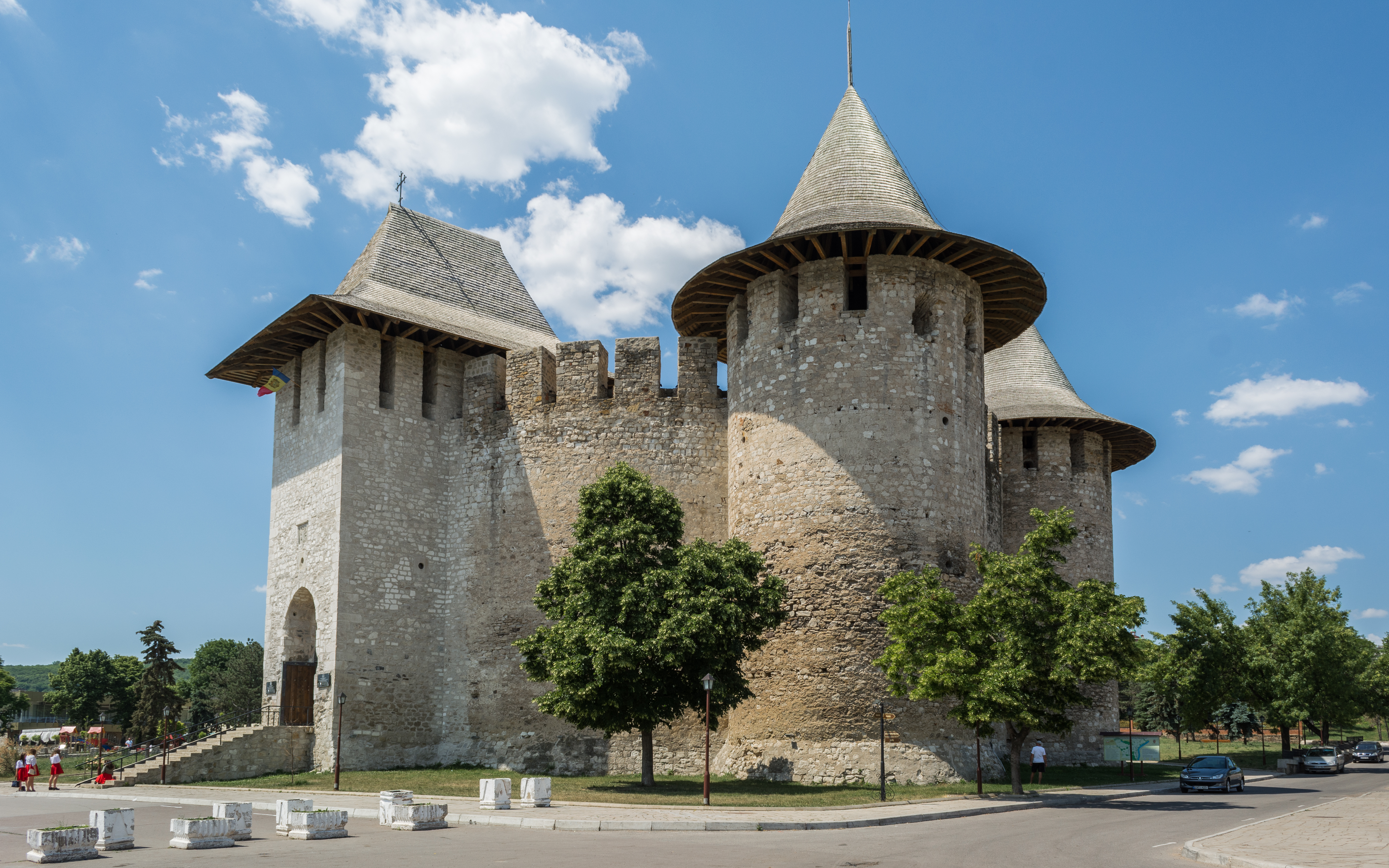
ソロカの円形要塞（英語版）
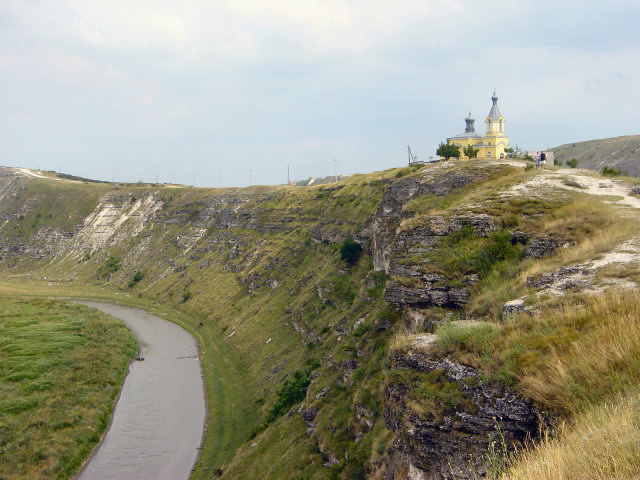
オルヘイ・ヴェッキ（ルーマニア語版、ドイツ語版、クロアチア語版）の岩窟修道院（ルーマニア語版）付近の様子
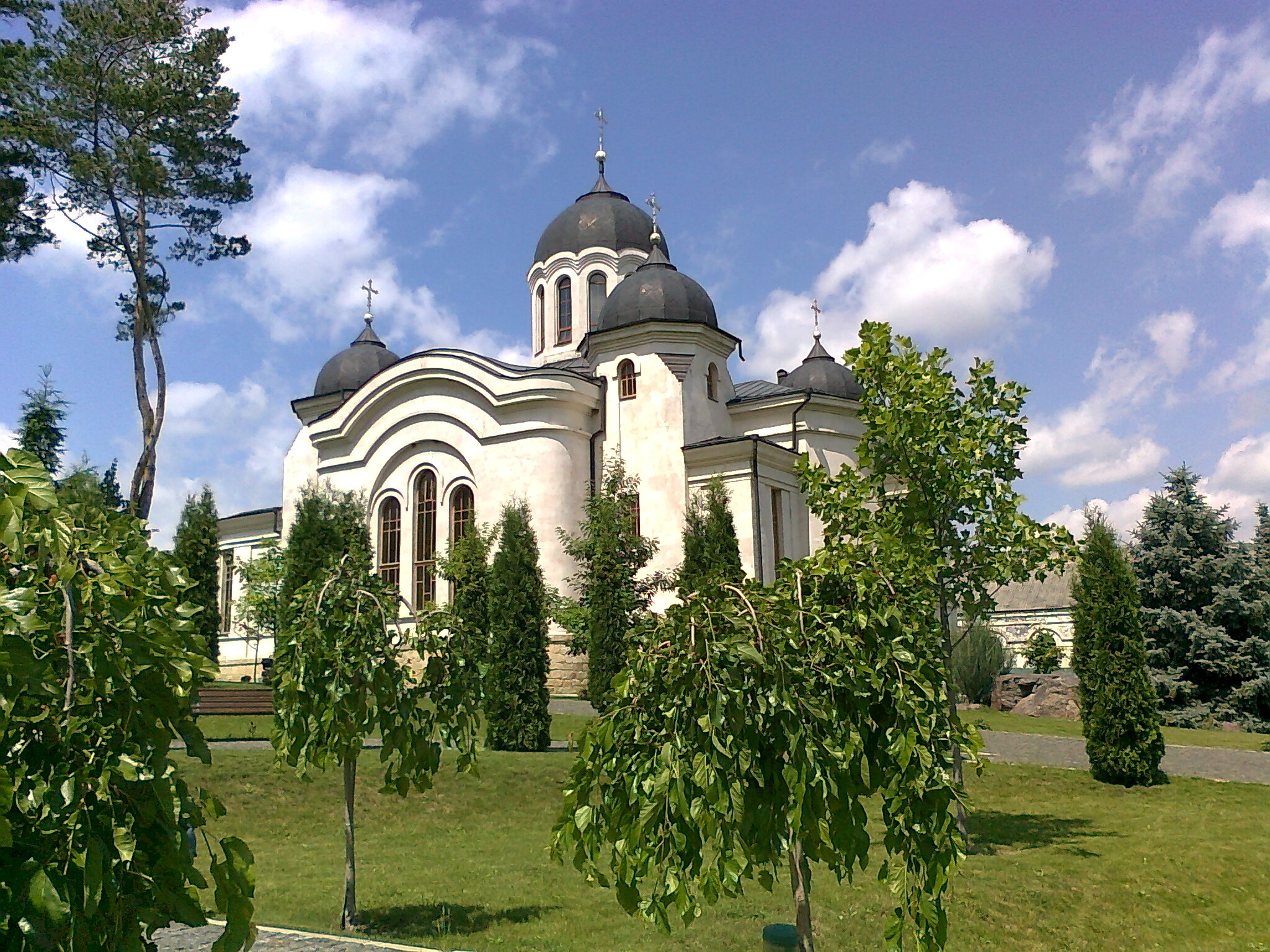
クルキ修道院（ルーマニア語版）
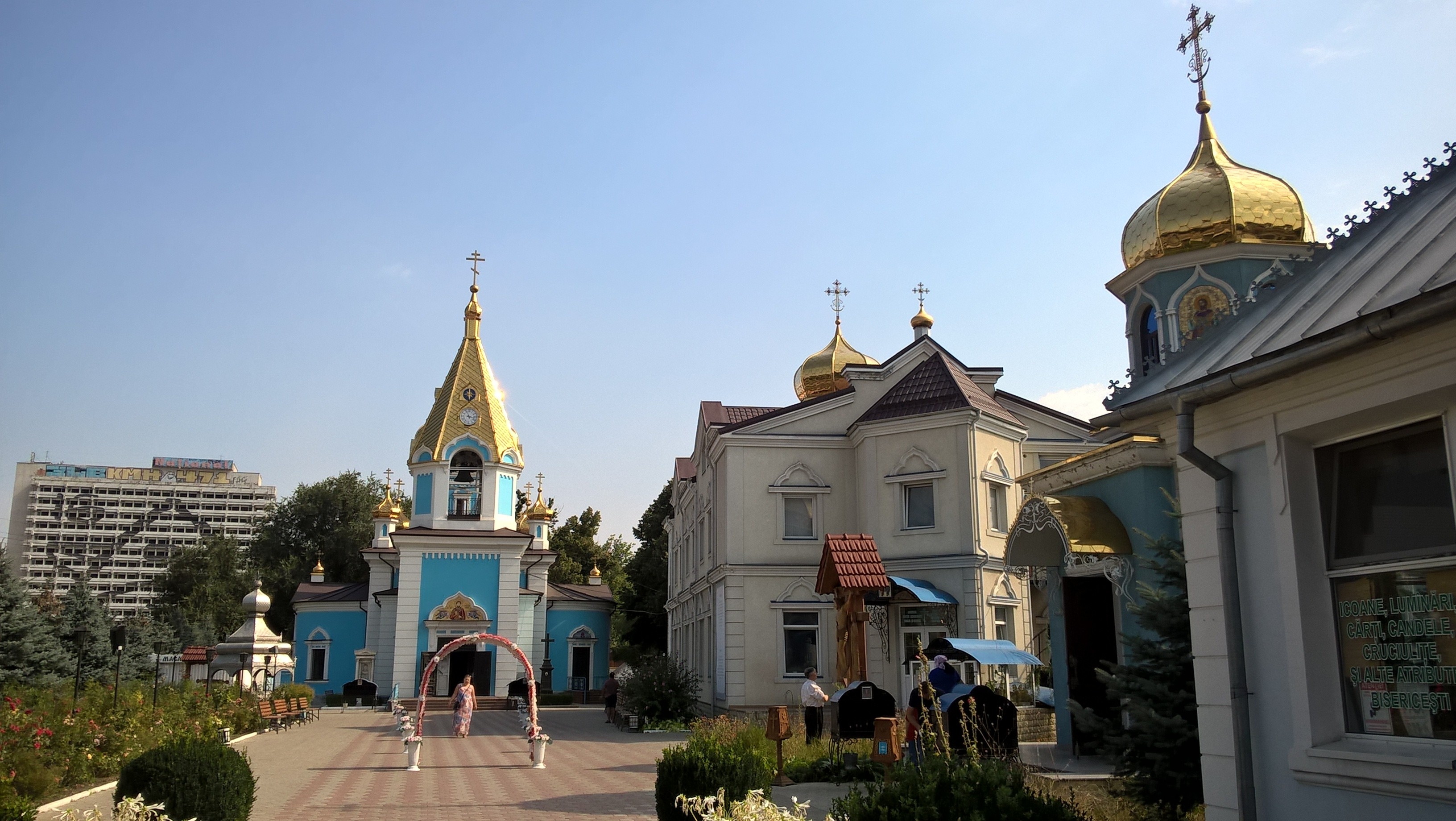
聖ティロン大聖堂（英語版）

## 国民

### 人口

人口推移を表したグラフ（1960年-2017年）

2024年4月8日に実施された国勢調査の速報値によると、沿ドニエストルを除いた人口（常住人口）は2,401,200人である。前回の2014年国勢調査の結果は2,789,200人で、この10年間で13.9%も人口が減少した。一方で国全体で都市化が進んでおり、都市人口の割合は10年間で7.9%増加した。首都キシナウの人口は16.7%増の719,700人で、総人口の3人に1人がキシナウに居住していることになる。
ソビエト連邦時代は高い出生率と工業化を背景に人口増加が続いていたが、独立後は沿ドニエストルの分離独立と経済の低迷によって急激な人口減少に転じた。ヴィトルル開発・社会イニシアチブ研究所は1991年から2021年までの30年間に150万人減少したと分析している。同研究所の経済専門家Veaceslav Ionițăは、このまま人口減少が続けば1950年代の水準に戻る可能性が出てきていると指摘した。またポーランドに拠点を置くシンクタンクの東欧研究センターによると経済の低迷に加え周辺諸国よりも低い賃金が原因で若者を中心に移民となる者が後を絶たず、それに伴い少子高齢化が急速に進んでいるという。更に少子高齢化によって労働力不足、医療制度や年金制度の崩壊が危ぶまれている。モルドバ政府は様々な打開策を講じているものの効果は薄く、人口減少に歯止めがかからない状態にある。

### 民族
| 民族構成（モルドバ） | 民族構成（モルドバ） | 民族構成（モルドバ） | 民族構成（モルドバ） | 民族構成（モルドバ） |
| -------------------- | -------------------- | -------------------- | -------------------- | -------------------- |
|                      |                      |                      |                      |                      |
| モルドバ人           | モルドバ人           |                      | 75.1%                | 75.1%                |
| ウクライナ人         | ウクライナ人         |                      | 6.6%                 | 6.6%                 |
| ロシア人             | ロシア人             |                      | 4.1%                 | 4.1%                 |
| ガガウズ人           | ガガウズ人           |                      | 4.6%                 | 4.6%                 |
| その他               | その他               |                      | 8.6%                 | 8.6%                 |

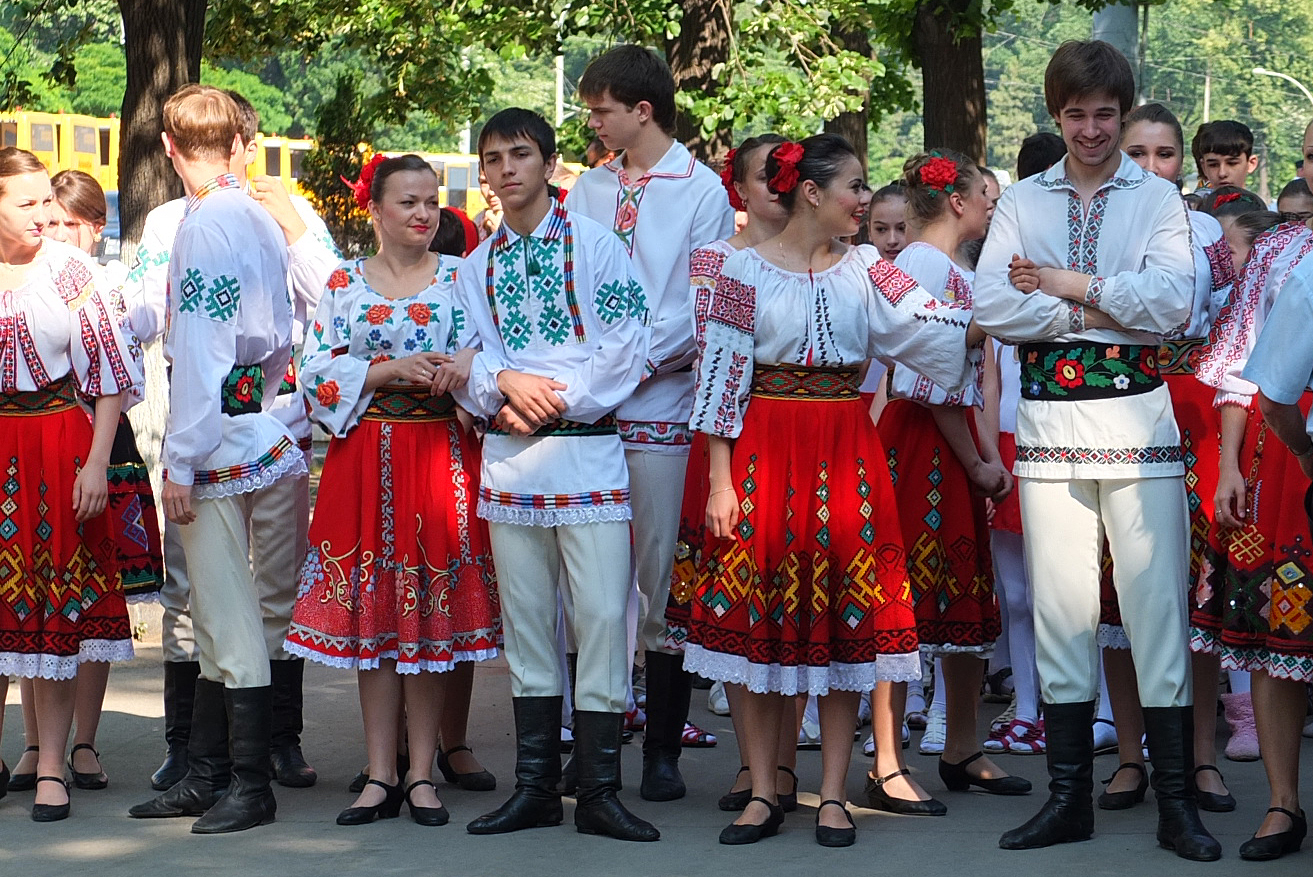
伝統衣装を纏った人々
（キシナウにて撮影）

モルドバの民族グループの住民拠点を記した地図

モルドバ人（ルーマニア人）（約75.1%）、ウクライナ人（6.6%）、ロシア人（4.1%）、ガガウズ人（4.6%）、ブルガリア人（1.9%）の順に多い。ほかにドイツ人植民者などもいた。政府の統計では少なく見積もられているが実際はロマ人もかなり含まれる。また、かつてはユダヤ教徒のシュテットルがある一大中心地であった。およそ100年ほど前はキシナウの人口の50%以上がユダヤ人だった。同時期に建設されたモルドバの博物館は当時の住民比率を反映してか中東的建造物をモチーフにしたデザインになっており、同国の多民族性を表現したものだという。ロシア帝国及びソ連による統治が長かったため、ルーマニアとは異なりロシア風の姓を名乗っているモルドバ人も多く、実際にロシア人やウクライナ人と混血している人もかなり多い。
なお、民族的類似性により、2021年末の時点で、大統領のマイア・サンドゥを含む国民の約1/4（約64万2000人）はルーマニアの市民権も保有している。

### 言語
| モルドヴァの母語話者統計（2014年） | モルドヴァの母語話者統計（2014年） | モルドヴァの母語話者統計（2014年） | モルドヴァの母語話者統計（2014年） | モルドヴァの母語話者統計（2014年） |
| ---------------------------------- | ---------------------------------- | ---------------------------------- | ---------------------------------- | ---------------------------------- |
|                                    |                                    |                                    |                                    |                                    |
| ルーマニア語                       | ルーマニア語                       |                                    | 80.2%                              | 80.2%                              |
| ロシア語                           | ロシア語                           |                                    | 9.7%                               | 9.7%                               |
| ガガウズ語                         | ガガウズ語                         |                                    | 4.2%                               | 4.2%                               |
| ウクライナ語                       | ウクライナ語                       |                                    | 3.9%                               | 3.9%                               |

モルドバ共和国としての公用語はルーマニア語のみである。2013年の憲法改正により、公用語はモルドバ語からルーマニア語へと変わった。2018年6月、ロシア語を国内共通語と規定してきた法律が失効した。一方、沿ドニエストル共和国支配地域の公用語はモルドバ語、ロシア語、ウクライナ語が、ガガウズ自治区ではガガウズ語、ロシア語、ルーマニア語が公用語に指定されている。
2014年センサスによると沿ドニエストル共和国を除き、母語話者はルーマニア語（モルドバ語）80.2%、ロシア語9.7%、ガガウズ語4.2%、ウクライナ語3.9%の順となっている。一方、日常的な会話になるとロシア語の割合が増加し14.5％となる。ロシア人、ガガウス人やウクライナ人は日常生活ではルーマニア語はあまり理解できず、共通語としてロシア帝国・ソ連時代に普及したロシア語を使用する割合が大半である。また、モルドバ人は非モルドバ系住民との会話では共通語としてロシア語を用いており、ビジネス・メディア等での主要言語としてほぼ全国民に通用するが、2018年6月にロシア語を国内共通語として規定した法律を失効させた。
ソ連から独立以降、民族的に同じルーマニアとの一体化を目指し、唯一の公用語としてルーマニア語（モルドバ語）の普及・使用を推し進めるモルドバ人とこれまでロシア語を使用してきた非モルドバ人との間での言語問題が起こっており、沿ドニエストル共和国の分離独立等の複雑な対立構造を生んできた。
歴史的に同じラテン語系であるフランス語の学習者が多く、フランコフォン加盟国となっている。

#### モルドバ語とルーマニア語
モルドバ語（Moldovan）はソ連支配を通じてルーマニア語から区別されたものであり、多少発音や表現に差異があるが、相互理解に不自由はほとんどない（詳しくは「モルドバ語」参照）。
2024年国勢調査の速報結果によると母語を「モルドバ語」と回答したのは全体の49.2%、「ルーマニア語」と回答したのは31.3%であった。前回の2014年国勢調査と比較して、「モルドバ語」は7.8%減少し、「ルーマニア語」は8.1%増加している。
同国の独立運動は、モスクワでの8月革命に先駆けて、モルドバ共和国の公用語をルーマニア語に戻す運動から発端している。過去の歴史において異文化による占領を多く経験してきた同国にとって、自らのアイデンティティーを確立する要素は非常に少なかった。長い間、ソビエト連邦によるルーマニア文化排斥政策が行われた。言語転換もその一つであり、元来、ラテン文字表記であるものをキリル文字標記にさせ、「モルドバ語」という言葉を人為的に作り、ルーマニアとの隔離政策を行ったのである。しかしながら、くしくも日常的に使用する言葉が呼び名は変わろうともルーマニア語に他ならないことが、自らのルーツがルーマニア民族であるという主張を裏付ける説得要因であったがために、必然的にソビエトからの独立を突き動かす原動力となっていったのではないかという見解が存在する。1980年代後半には当時の歴史学者、作家他知識人達が主導して言語奪回運動を組織し、当時モルドバ・ソビエト議会議長だったミルチャ・スネグルを巻き込み、公用語をルーマニア語と宣言した。だが、後に作成された憲法では、1条13項において、モルドバ共和国の公用語はモルドバ語であり、その表記にはラテン文字を使うことが記された。しかし2013年にはモルドバの憲法裁判所により、公用語は「ルーマニア語」と規定された。
8月31日は「国語の日」（Limba Noastră）と呼ばれる祝日で、1989年の同日に公用語をルーマニア語にし、キリル文字表記から元々のラテン文字表記に変更されたことを毎年祝賀している。首都キシナウには、これにちなんだ「8月31日通り」が存在する。
ロシア寄りの政策を掲げていたモルドバ共和国共産党党首のウラディミール・ボロニンが大統領の時代、この国語の日の存続が危ぶまれた。2006年に、共産党政権は、17年間にわたって伝統的に国語の日が祝賀されていた広場においての公式イベントの実施を禁止し、翌年2007年には国語の日を廃止する計画が立てられている、という噂が流れた。モルドバの独立とモルドバ語の再獲得とを切り離せない同国において、この共産党の政策は歴史の逆行と同等であり、初代大統領スネグルを含め、様々な懸念が各所から噴出している。
2006年3月に、ロシアがモルドバのワインに対して禁輸政策を打ち出し経済制裁を敷いたが、発端はモルドバ側が、ルーマニア語学校を閉鎖した沿ドニエストル地方に対する経済封鎖を科したからだった。この交渉の際に禁輸政策他経済制裁を解く対価として、ロシア連邦大統領ウラジーミル・プーチンがモルドバ国内におけるロシア語の擁護をボロニン大統領に要請したが、モルドバ側は頑なに拒否した。
モルドバ共和国共産党政権時代、ルーマニア歴史過程をロシア寄りの歴史解釈を教える統一歴史過程に置き変える政策を打ち出して、学校におけるロシア語教科のウェイトを増やした他、ルーマニア語・フランス語学校などモルドバ内に住む他言語住民の学校名をモルドバ語・フランス語学校に変えるなどといった政策を展開させ、議論のみならず多数住民との間の対立を深めている。その後統一歴史教科書は出版されたものの現場には受け入れられず実際には使用されなかった。しかし2009年の総選挙で欧州統合同盟が勝利して政権交代が起こったこともあってか、2013年には再びルーマニア語が「公用語」とされるようになった。
モルドバ人にとってルーマニア語は誇りであるとされ、その響きの美しさが他言語を話す者をも魅了すると自負することが多い。例えば、モルドバの有名な音楽グループであるO-Zoneも『Nu Ma Las De Limba Noastră （僕らの言葉は渡さない）』という歌を歌っている。
一方、このようなソ連時代の歴史をなかったことにして消し去ろうとする急速なルーマニアとの一体化への動きは、既に長年の過程を経て多民族したモルドバの国内における民族対立を生む要因となっており、スラブ系住民が住む沿ドニエストル共和国との統合は遠のき、トルコ系のガガウズ自治区も反発を強めている。かたやモルドバ政府支配地域にもイゴル・ドドン前大統領等ロシアとの関係を重視しモルドバ人としての国家アイデンティーを意識する勢力も根強く複雑な様相を呈している。また、大ルーマニア主義にはルーマニア側も拒否反応を示している点から多民族国家モルドバの存在意義も問われることになりかねない。そして、これらのモルドバを巡る動きはソ連継承国のロシア連邦だけでなく民族主義を後押しすることで経済・政治・軍事的にもロシアの影響力を削ぎたいアメリカ合衆国や欧州連合ならびにルーマニア、更にはトルコ系の多いガガウズ自治区を支援するトルコの大国の思惑に強く影響されており、それらに翻弄されているのが現状である。

### 婚姻
結婚の際は、自己の姓を用い続ける（夫婦別姓）、相手の姓を用いる（夫婦同姓）、相手の姓を付加する の3通りのいずれかを選択できるようになっており、基本的な内容は民族的な関わりが最も深い隣国のルーマニアと共通する点が多い。
外国人との結婚の際には、両方の配偶者から婚姻届を提出することを前提条件として、婚前医療証明書や出生・身分証明書（もしくはその写し）、海外公館によって発行された「結婚相手となる外国人との結婚許可の了承」を記載した書類が必要となる。また、婚姻歴のある外国人との結婚を行なう場合は過去の婚姻を確認できる書類（海外の裁判所で発行された離婚調停の証明書など）あるいはその内容の写しが求められる。

### 宗教

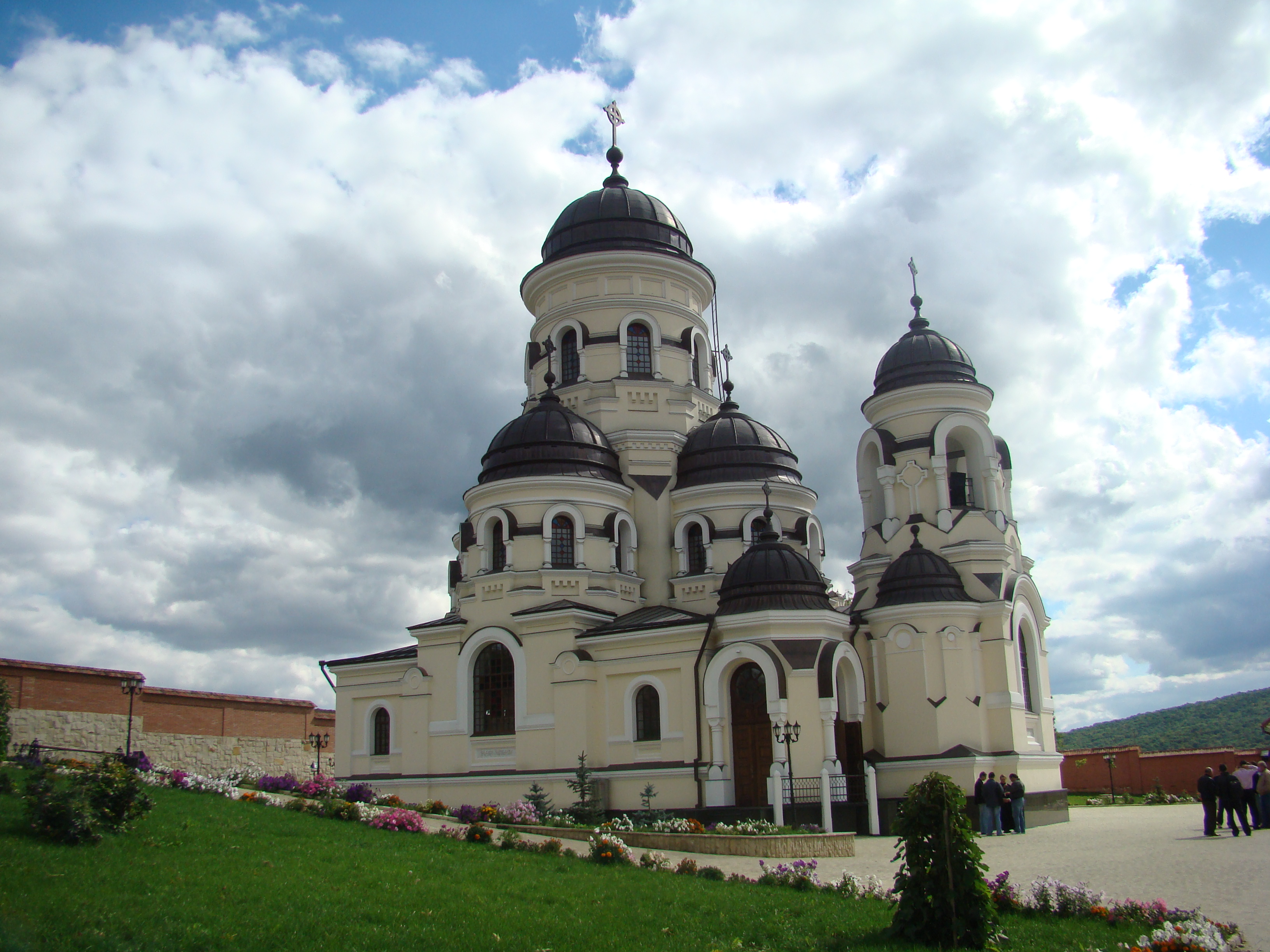
モルドバ最古の修道院として知られる[74]カプリアーナ修道院（英語版）
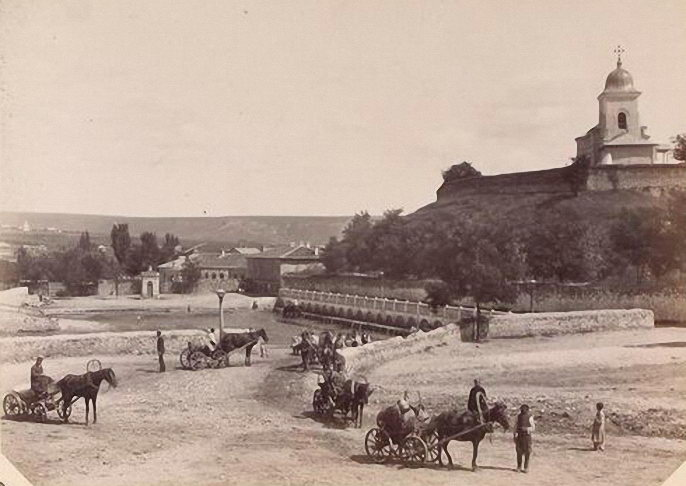
マザラッケ教会（ルーマニア語版） 19世紀初頭に建てられた教会で、ソ連時代の弾圧による閉鎖から逃れ、今も現存している宗教施設の一部でもある

キリスト教正教会が主であり、主にルーマニア正教会と、ロシア正教会系のモルドバ正教会の2者が並存している。1992年、ロシア正教会のキシナウ府主教区が自主管理教会としてのモルドバ正教会となった。だがモルドバ正教会は、ルーマニア正教会のベッサラビア府主教区と教区が重複しており、教派の価値観も異なる点から両者の関係は良好ではない。古儀式派の信徒も居住している。

### 保健
2022年4月15日、ウクライナからの避難民が流入する状況下にあるモルドバに対し、日本政府が同国への医療支援を表明していることが報道された。

## 治安
モルドバは通貨・経済危機の影響を未だに受け続ける立場であることから、雇用情勢の悪化が治安状況にも悪影響を及ぼしている。過去の事例においては、一般に秋から冬にかけて犯罪の発生が多くなり、逆に春から夏には発生が少なくなる傾向が見受けられる。
近年では、単独犯によるテロや一般市民が多く集まる公共交通機関等（ソフトターゲット）を標的としたテロが頻発するなど、その発生を予測し未然に防ぐことがますます困難となっており、解決策として適切だと断言出来るものが存在し得ないのが現状である。
また、同国内務当局（警察）によれば、日本人は一般的に裕福だと見られていることから犯罪の対象とされ易いという情報がある。この為、同国を訪れる場合はその点に留意しつつ滞在時の買い物や散策など外出の際にも周囲の状況に気を配り油断せずに行動することが強く求められている。

### 法執行機関
警邏検査局(INP)や国立汚職防止局(CNA)などの治安維持組織が設けられている。

#### 警察
FBI（米連邦捜査局）など諸外国の法執行機関との連携を行なっており、核物質・放射性物質の密輸を過去3度にわたって阻止していた実績を持つ。また、特殊部隊として「フルジャー」（Fulger）と呼ばれる警察旅団（専門警察組織）が結成されており、この部隊はテロなどの特殊犯罪に対応している。
だが、反面で警察による抑留者への拷問と虐待が広範囲にわたって行われていることが問題視されている。政府はそれを根絶しようと警察機構の改革のための立法上の手続きを行っているものの、その法の支配が現場まで及んでいないのが現状である。
2005年以降、欧州人権裁判所は8つの事例において、モルドバが拷問と虐待によって人権を侵害していると発表した。　

### 人権
一方、モルドバは人身売買の供給源として知られている。これは、労働者や売春婦として国外で働くことが、今もまだ重要な外貨獲得の手段として考えられているからと言われている。
2012年3月6日には、有罪が確定した児童性犯罪者に対し、強制的に化学的去勢を施す法案が可決された。仮に性犯罪を起こした人間が外国人でも同様の扱いを受ける。モルドバは「児童買春天国」と諸外国から問題視されている。
また、2009年での議会選挙における選挙結果に対する抗議が生起された際、首都キシナウでは抗議者の数が3万人を超え、4月7日にデモが暴動へ発展。この事件の際に7日から翌日8日にかけて現地警察がデモ参加者を逮捕。同月11日、同国内務省が「キシナウで295人を「抗議活動に関与した」として逮捕した」と発表しているが、その際にデモ隊が警官に殴打されパトカーで連れ去られた他、騒乱時に死者が4人発生し「警官に虐待された」と訴える市民が現れるなど、事態がひどく凄惨なものであったことから「モルドバ警察が人権侵害に当たる行為をした」としてアムネスティなどの人権団体から非難を浴びている。特にアムネスティは「モルドバ政府が警察の行動を通じて人権を侵害した」として、拷問やその他の虐待を受けた未成年者を含む数百人の抗議者を無差別に拘留したと非難しており、同組織はこの事件についてモルドバ政府へ覚書を発行している。
以上のことから、経済面でなく人権面でも他の欧州諸国と比べると立ち遅れが目立つ。

## メディア
- モルドバプレス
- ARAXコミュニケーションズ
- ANRCETI（ルーマニア語版）
- モルドバAZI
- プレスObozrenie

### テレビ
- モルドバ国営放送（英語版）
- ジャーナルテレビ
- ProTVキシナウ
- PUBLIKAテレビ
- EuroTV
- TV7
- NIT

### ラジオ
- ラジオモルドバ
- ラジオNoroc
- ジャーナルFM

### 報道機関
- Olviaプレス
- Noutati-モルドバ
- BASAプレス

### 新聞・雑誌
- 新聞
  - モルドバ・スヴェレナ（ルーマニア語版、英語版）
  - モルドバの真実（英語版）
- 雑誌
  - リンバ・ロムナ（英語版）

## 文化

### 食文化

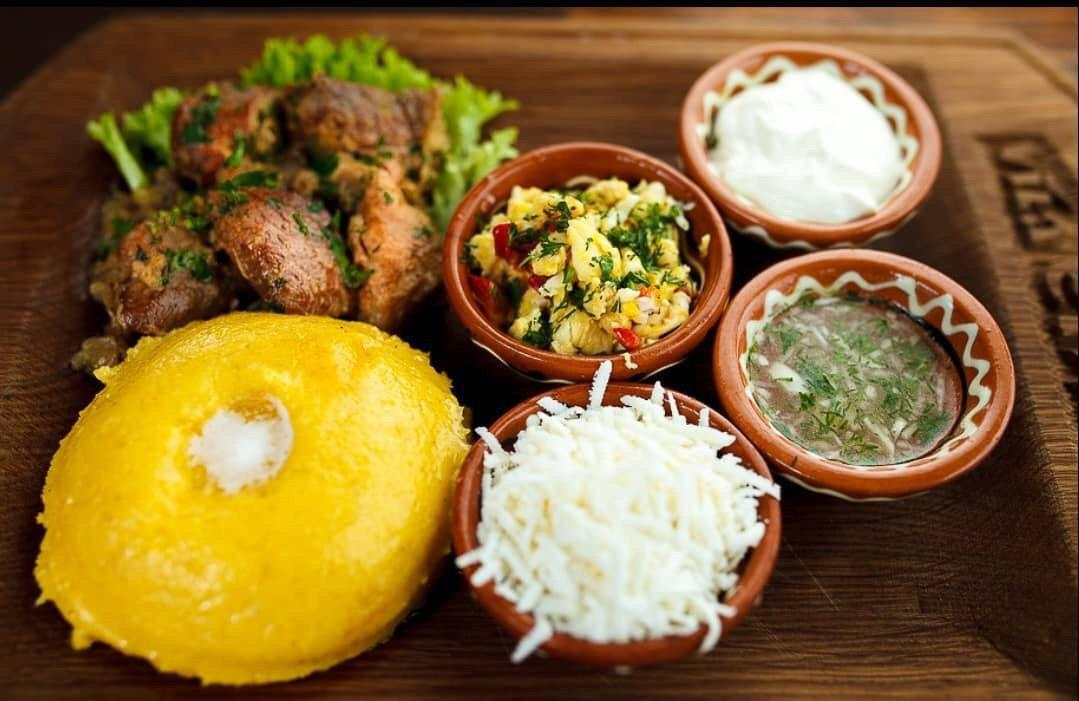
モルドバ料理の一例

モルドバ料理は、ルーマニアや他のバルカン諸国の料理と比べ、ロシア料理の影響が大きい。
スミンティネル（Smintinel)という伝統的なケーキがある。

### 音楽
2004年〜2005年に世界的な大ヒット、日本でも「飲ま飲まイェイ!」で話題になった『恋のマイアヒ（Dragostea Din Tei）』はモルドバ出身の男性3人組「O-Zone」がモルドバ語（ルーマニア語）で歌っていたもの。

### 美術
イサーク・アンケルやスタニスラフ・バビウクはモルドバの歴史上、数多くの作品を遺した画家である。
現代におけるモルドバの代表的な画家にはリューボフ・ジュラフリオヴァが知られている。ジュラフリオヴァは2001年にフランスへ移住しており、2011年からパリで精力的に活動を続けている。
写真家にはウクライナの首都キエフを活動拠点にしていたイゴール・コスティンが代表される。コスティンはチェルノブイリ原発事故に絡む写真を遺した存在として知られている。

### 映画
モルドバにおける映画文化は1960年代初頭のソ連時代に発展していたが、様々な要因が重なったことから停滞が続き、1991年にMSSRが現在のモルドバ共和国として独立した後、同国における映画業界は事実上ほぼ完全に消滅している状態である。

### 建築

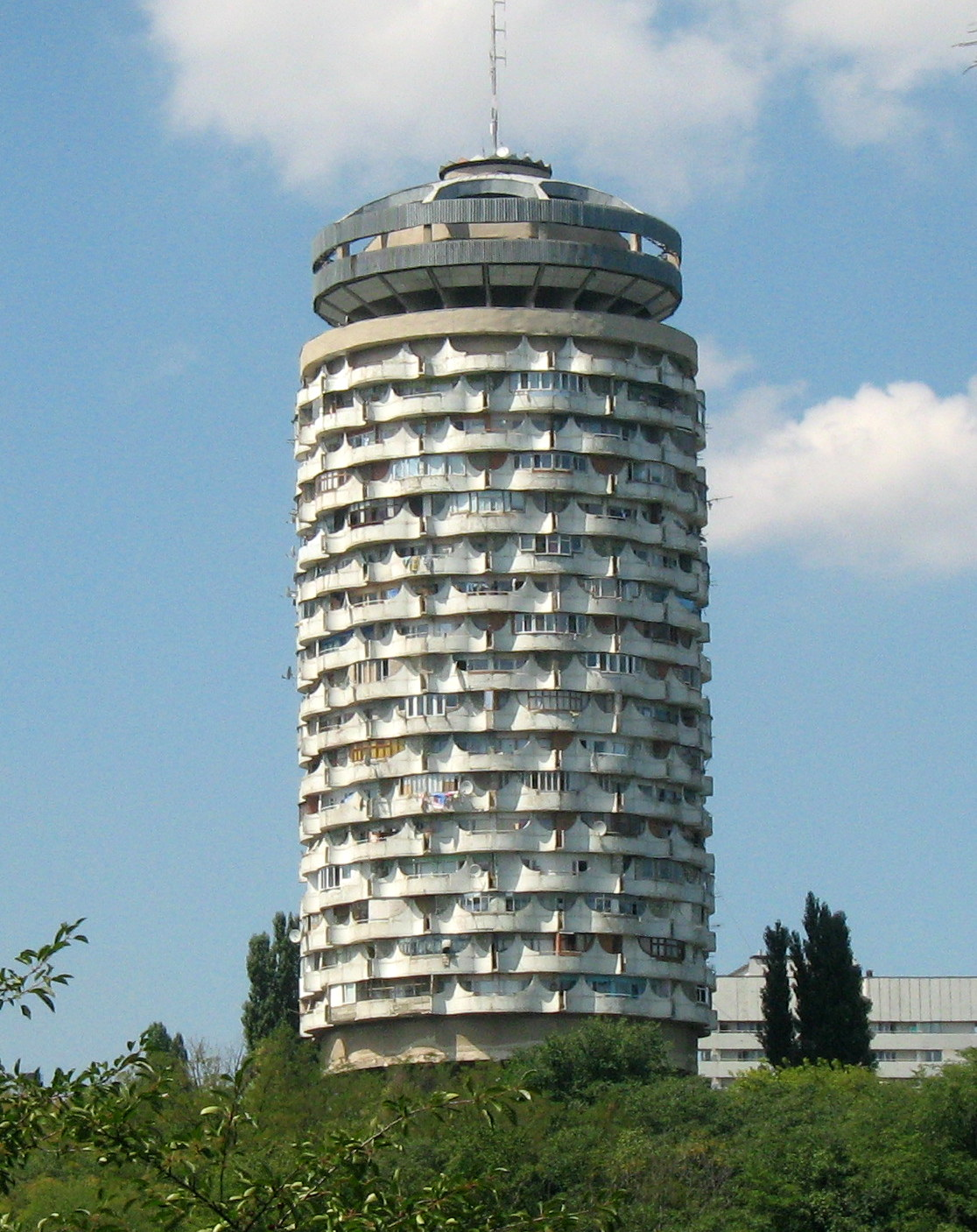
ロマシュカ・タワー
現時点では同国内において最も高いビルとなっている

モルドバの建築は、14世紀から19世紀にかけて教会建築のみで発展して来た。新古典主義ならびゴシック様式やビザンティン建築様式、アルメニア建築様式の影響もわずかに受けている。現代においてはモダニズム建築様式と古典建築様式が折衷されたもので占められており、近代建築は現時点では少数にしか満たない。

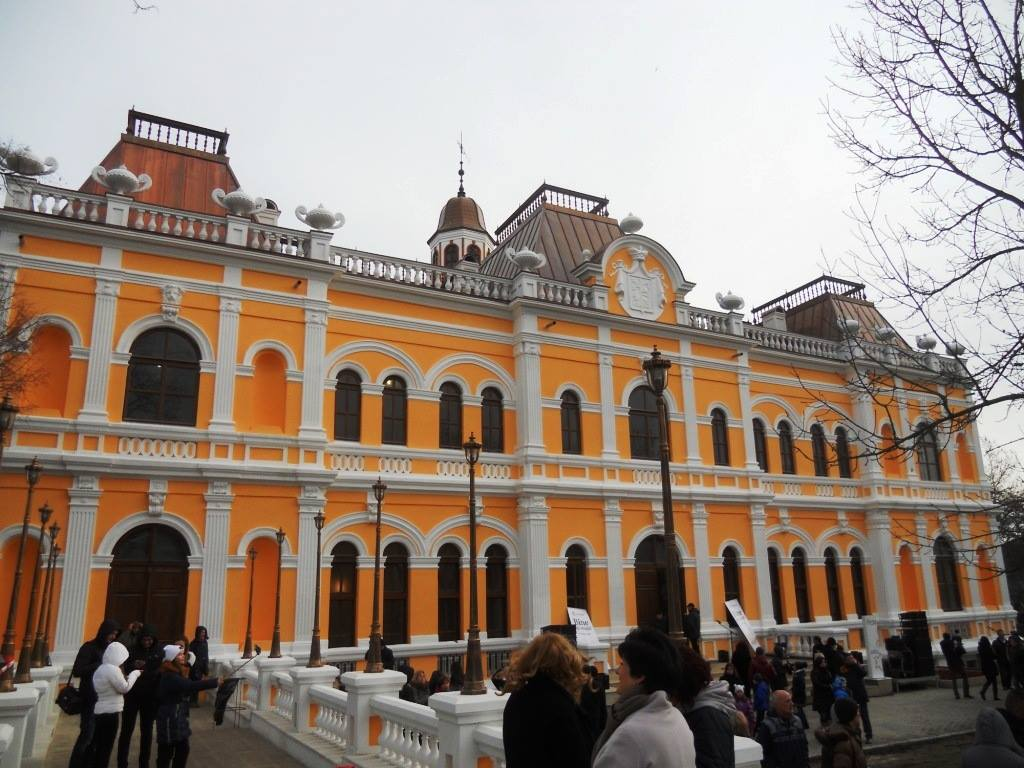
マヌク・ベイ宮殿

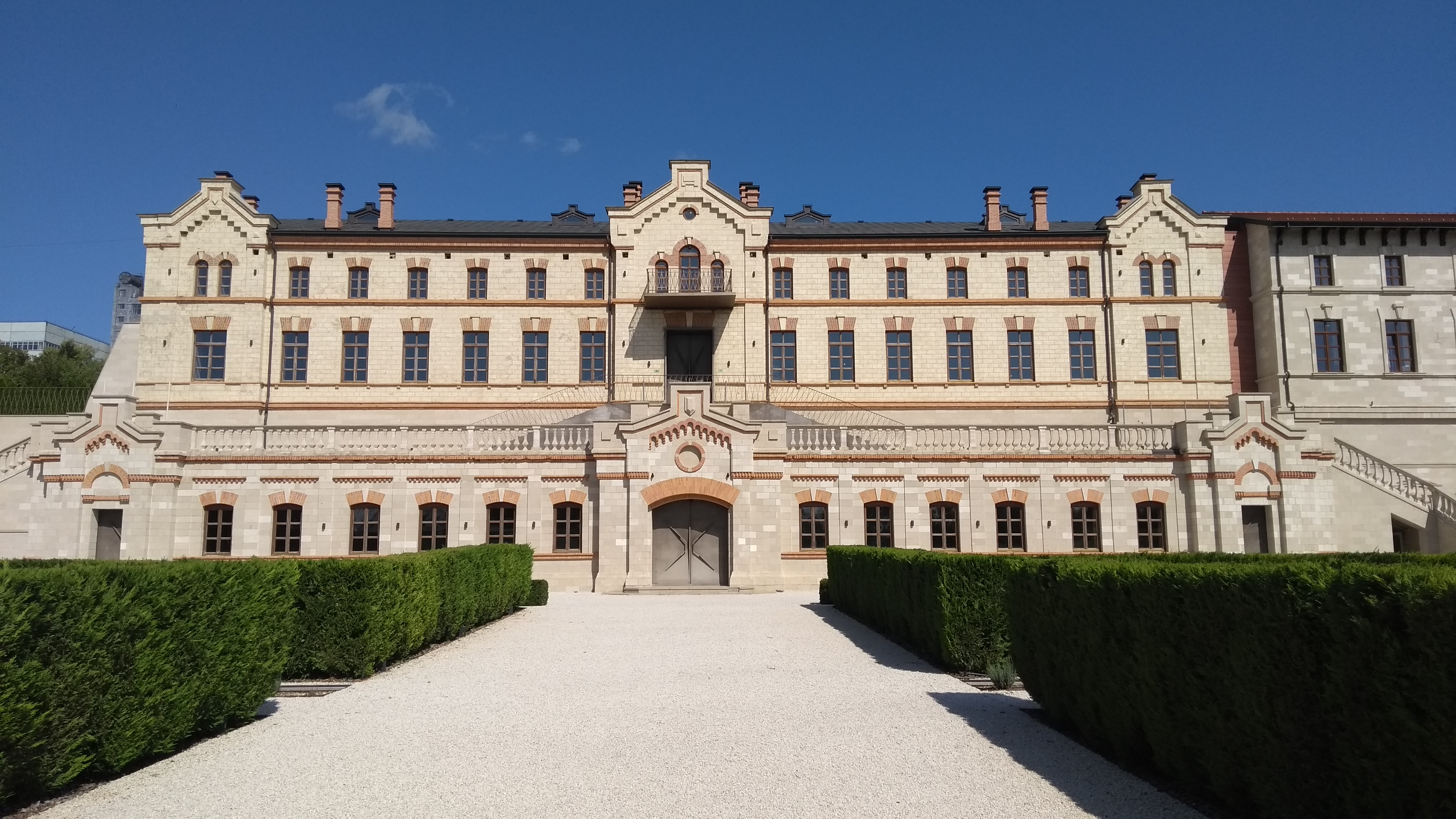
ミミ城

歴史的建築物で代表となっているのは、ベッサラビア出身の政治家であったコンスタンティン・ミミが遺したとされる巨大建築のミミ城や彼の生家であるミミ邸、マヌク・ベイ宮殿、沿ドニエストル地域に在るティギナ要塞である。

### 世界遺産

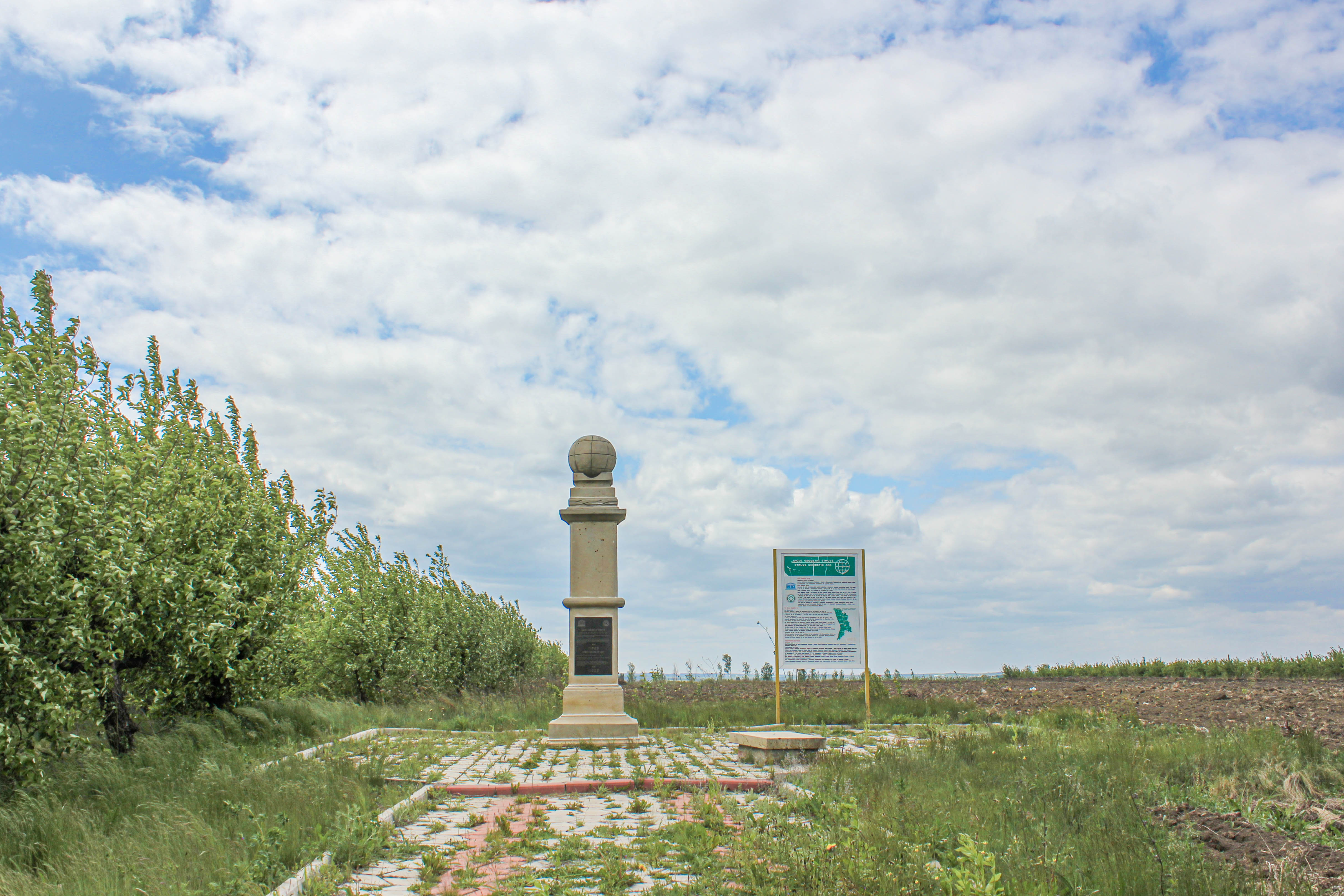
シュトルーヴェの測地弧を構成するルディの測地点

モルドバ国内には、ユネスコの世界遺産リストに登録された文化遺産が1件存在する。10か国計34件の資産で構成される「シュトルーヴェの測地弧」の1つをなすルディの測地点である。

### 祝祭日
モルドバの祝祭日は古来から存在するものと現在の共和国が成立した際に制定されたもの、そしてソ連時代から受け継いだものの3種類で構成されている。また、各都市や地方行政区画ならびガガウズ自治区と沿ドニエストルは地元独自の祝祭日を設定している。元日と独立記念日には全ての小売業が休業する。
なお、キリスト教の宗教行事は復活祭とクリスマスの2つが存在しており、正教会の休日も通用している。クリスマスは2期間に制定されており、1月7日～8日はモルドバ正教会が公認しているユリウス暦に基づき、12月25日はルーマニア正教会が公認するグレゴリオ暦に基づいているものである。
| 日付                     | 日本語表記                     | 現地語表記                                        | 備考 |
| ------------------------ | ------------------------------ | ------------------------------------------------- | --- |
| 1月1日                   | 元日                           | Anul Nou                                          | |
| 1月7日-8日               | クリスマス                     | Craciun pe Rit Vechi                              | ユリウス暦に基づく。 |
| 3月1日                   | マルティサール                 | Mărțișor                                          | 春の初日を意味する。記念日として制定されており祝日の扱いではない。                                                                        |
| 3月8日                   | 国際女性デー                   | Ziua Internationala a Femeii                      | |
| 3月から5月、年により移動 | 復活祭                         | Paștele                                           | 正教会の暦に従う。期間は3日間。復活祭の翌日には両親の日があり、連休として設定されている。                                                 |
| 5月1日                   | 労働者の日                     | Ziua Muncii                                       | |
| 5月9日                   | 勝利の日（対ドイツ戦勝記念日） | Ziua Victoriei și a comemorării                   | 1945年にナチス・ドイツがソ連などの連合国に対して無条件降伏した日で、ソ連時代から引き継いでいる。                                          |
| 5月15日                  | ヨーロッパの日                 | Ziua Europei                                      | 法的な祝日として指定されているが、一般的に知られているシューマンの日としての意味合いはない。                                              |
| 6月1日                   | 子供の日                       | Ziua Copilului                                    | 記念日の意味合いが強く祝日としての制定ではない。                                                                                          |
| 6月23日                  | 共和制記念日／主権宣言日       | Ziua Republicii／Data declarației de suveranitate | 1990年、ソ連からの独立前に共和制の執行宣言を行ない、国家としての地位を確立させた日。 また、この日はソ連に対して主権を宣言した日でもある。 |
| 6月30日                  | 発明家の日                     | Ziua Inventatorului                               | モルドバでは発明家とイノベーターの日として1995年より毎年祝われる。                                                                        |
| 7月29日                  | 憲法記念日                     | Ziua Constituției                                 | 1994年にモルドバ共和国憲法が採択された日。                                                                                                |
| 8月27日                  | 独立記念日                     | Ziua Independenței                                | 1991年に同国がソ連に対して主権宣言を採択した日。翌日28日はその祝日からの連休となっている。                                                |
| 8月31日                  | 国語の日                       | Limba Noastră                                     | |
| 12月10日                 | 世界人権の日                   | Zilei mondiale a drepturilor omului               | |
| 12月25日                 | クリスマス                     | Craciun pe stil Nou                               | グレゴリオ暦に基づく。 |

### スポーツ
サッカー
モルドバでも他のヨーロッパ諸国同様にサッカーが最も人気のスポーツとなっており、1992年にサッカーリーグのディヴィジア・ナツィオナラが創設された。国内リーグの優勝クラブは、UEFAチャンピオンズリーグの予選に参加出来る。また、国内カップ戦としてクパ・モルドヴェイも開催されている。2部リーグとしては、モルドバ・ディヴィジアAが存在する。
モルドバサッカー連盟（FMF）によって構成されるサッカーモルドバ代表は、これまでFIFAワールドカップやUEFA欧州選手権には未出場となっている。UEFAネーションズリーグにおいては、2022-23シーズンは最下層のリーグDに属している。
その他の競技
モルドバではサッカーの次にラグビーも人気を博しており、ラグビーヨーロッパインターナショナルチャンピオンシップの試合会場には同国から約10,000人の観客が訪れている。オリンピックでは選手団が、カヌー、射撃、ボクシング、レスリング（グレコローマン）でメダルを獲得している。伝統的な競技としては、トレンタ (Trîntă)と呼ばれるレスリング形式の格闘技が開催されており、モルドバにおいて国民的な競技となっている。ロードレースでは有力な選手を輩出しており、モルドバ大統領杯では優勝選手および上位選手が6名存在する。